# 異世界はスマートフォンとともに。
『異世界はスマートフォンとともに。』（いせかいはスマートフォンとともに）は、冬原パトラによる日本のライトノベルおよびそれを原作とするメディアミックス作品。略称は「イセスマ」「異世界スマホ」。2013年から2024年まで小説投稿サイト「小説家になろう」に連載された。2015年からはHJノベルス（ホビージャパン）より書籍化されている。イラストはWeb版をねこたま。、書籍版を兎塚エイジが担当している。2023年10月時点でシリーズ累計部数は300万部を突破している。
サブタイトルが全て「〇〇、そして〇〇。」で統一されている。
『月刊コンプエース』（KADOKAWA）にて、そとによるコミカライズ版が2017年1月号から連載されている。テレビアニメは2017年7月から9月まで第1期が放送され、2023年4月から6月まで第2期が放送された。

## あらすじ
第1巻
神様の不注意によって死んでしまった望月冬夜は神様によって異世界で蘇らせてもらうことになる。神様は、「罪滅ぼしに」と、異世界でもスマートフォンを使用可能にする。異世界に降り立った冬夜はリフレットで絡まれていた双子の姉妹エルゼ・シルエスカとリンゼ・シルエスカを助ける。二人とパーティーを組みギルドの依頼をこなしていく中、ベルファストの王都へ手紙を届ける依頼を受ける。依頼の道中で立ち寄ったアマネスクで絡まれていた九重八重を助け、一緒に八重も王都へ行くことになる。その後の道中で襲われていたスゥシィ・エルネア・オルトリンデらを助けたが護衛の半数以上が倒れたこともあり、冬夜たちが王都まで護衛する。依頼の完了後に八重がパーティーに加わる。
月日が経ち旧王都に巣食う魔物討伐の依頼を受けるが地下に遺跡があるのを発見する。遺跡の仕掛けを解いたことにより中に眠っていたフレイズが復活してしまったが冬夜たちはなんとか討伐に成功。旧王都ということもありオルトリンデ公爵家に報告後、コピーした遺跡の写真を見せに行ったとき、公爵の兄であるベルファスト国王が何者かによって毒を盛られる事件が発生するが、冬夜の無属性魔法【リカバリー】によって一命をとりとめる。国王の命を救っただけでなく犯人を捕まえたこともあり娘のユミナ・エルネア・ベルファストは冬夜に対して結婚を申し込み、彼の元へ押しかける。その後、ユミナもパーティーに加わり召喚魔法を習う。このときに、後に琥珀となる神獣を召喚する。
第2巻
暗殺未遂事件解決の謝礼としてベルファスト国王から爵位の授与を申し出られるが、冬夜が辞退すると、その代わりとして王都に屋敷と多額のお金が下賜される。冬夜はユミナの伝手で使用人を雇い、ユミナ、エルゼ、リンゼ、八重とともにリフレットから王都の屋敷に移り住む。
ベルファスト王国はミスミド王国と同盟を結ぶことになり、ミスミド大使・オリガの帰国にあわせて、会談の算段のために冬夜達はミスミド王国に赴く。ミスミドの王都に到着した夜のパーティーが開かれたが、手招きする熊のぬいぐるみについていくと、会場から少し離れた一室でツインテールのゴスロリ少女リーンと出会う。実は妖精族の長で600年以上生きているという。ミスミドでベルファスト・ミスミド両国王の会談が無事に執り行われると、冬夜達はベルファストに帰国する。
ある日屋敷に帰ると、リーンが訪れていた。リーン達はミスミドでフレイズの討伐を行ったが、ベルファストでも冬夜達がフレイズを倒したことを知り、その話を聞きに来ていた。また、リーンは冬夜が無属性魔法をすべて使えることを知っており、リーンは冬夜に無属性魔法【ゲート】で神国イーシェンにある古代遺跡へ連れて行って欲しいと頼む。リーンによると他人の記憶を読み取る無属性魔法【リコール】があり、読み取った人の記憶から【ゲート】でその場所に行けるという。冬夜は【リコール】で八重からイーシェンのオエドの記憶を貰い、【ゲート】を開く。
第3巻
イーシェンを訪ねた冬夜達は徳川領に攻め込んでいた武田軍を撃退する。武田方の高坂政信から徳川への密書によると、領主の武田真玄は既に亡くなり、山本完助が武田を牛耳っているという。高坂の使者でくノ一の椿の手引きで冬夜とリーンが武田の本拠地に乗り込み、山本を討ち果たす。
リーンが探している古代遺跡は海の中にあった。冬夜は水を操ることの出来る神獣・玄帝を召喚し、黒曜と珊瑚と名付け、黒曜&珊瑚の力を借りて古代遺跡にたどり着く。指示通り魔力を流すとバビロンの遺産「庭園」に移転し、管理人シェスカの条件に適合した冬夜はシェスカと「庭園」が譲渡される。ユミナ達を【ゲート】で呼び寄せて話していると、シェスカはマスター登録のために冬夜にディープキスをする。それを見たリンゼは、意を決して冬夜に告白し、キスをする。
冬夜が屋敷の自室で考えあぐねていると、ユミナが訪ねてきてリンゼのことをどう思っているかを尋ねる。好きで大切だが、ユミナのことも決められないのにどうしていいかわからないことを答えると、ユミナは2人でお嫁さんになることを提案し、冬夜は2人の想いを受け入れる。翌朝、冬夜はエルゼと八重からも告白される。神様と恋愛神に相談した冬夜は、4人に対して今は結婚しないが将来お嫁さんにもらうことを伝える。
夜、シェスカからレジーナ・バビロンから伝言があることを告げられ、バビロン博士がアーティファクトで冬夜を未来視していたこと、フレイズの侵攻に遭い古代国家パルテノが滅亡したが突然フレイズが消えたこと、冬夜のために「バビロン」を残したことを知る。
翌日、婚約指輪を探しに街に出かけると、屋台で見たこともないコインで支払おうとして店主と揉めている少年・エンデに出会う。
第4巻
冬夜達がサンドラ王国にある古代遺跡に向かっているとき、砂漠で見つけた遭難者を冬夜が救助して【ゲート】でベルファスト王国の屋敷に避難させる。さらにフレイズの中級種を見つけて冬夜達は討伐しようとするも難航していたが、エンデが現れて簡単に破壊してしまう。エンデは自分もフレイズも「フレイズの王」を探していることを告げて去って行く。
古代遺跡からバビロンの遺産「工房」に転送された冬夜は管理人ロゼッタと「工房」が譲渡される。
冬夜はラビ砂漠で助けた娘達の働き口として読書喫茶「月読」をオープンさせる。冬夜が「月読」の本を仕入れるためにレグルス帝国を訪れると、軍部が反乱を起こしていた。城内で兵士が少女を殺そうとしていたため、冬夜は兵士を麻痺させて救助した。助けた少女は第三皇女ルーシア・レア・レグルスであった。
皇帝の部屋にたどり着くと、バズール将軍がレグレス皇帝を殺害しようとしていた。冬夜は【ゲート】でルーシア達をベルファストの屋敷へ避難させ、冬夜も撤退する。皇帝は瀕死の状態であったが、冬夜の魔法で回復し、ベルファスト国王との会談を行う。翌日、冬夜達は反乱軍とバズール将軍が操る悪魔の軍団を制圧し、将軍を強烈な臭いを放つヘドロスライムを入れたヘドロボックスに閉じ込めて倒す。
皇帝は冬夜にルーシアとの結婚を持ちかけ、ユミナ達も賛同する。ルーシアも結婚を望んでおり、冬夜は婚約を受け入れる。さらに、冬夜にユミナ王女、ルーシア皇女の結婚相手にふさわしい地位を確保するために、ベルファスト・レグルス両国から領土を譲渡されて、新たな国の国王となることが決められる。ブリュンヒルド公国の誕生である。
領地内の魔獣を討伐し、城が完成すると、リーンがブリュンヒルド公国駐在大使としてやってくる。また、ミスミドに赴いたときの大使の護衛の一人でミスミド兵だったレイン、そのときの隊長ガルンの妹のノルン（後のノルエ）、大使だったオリガの従兄弟のニコラがブリュンヒルドに仕えることになる。
第5巻
リーンからフレイズが大樹海に現れてミスミドに救援要請があったことを聞く。冬夜達は大樹海でフレイズを討伐し、冬夜は負傷したラウリ族を魔法で治療する。なぜか族長の孫娘のパムに噛みつかれたが、リーンによると気に入られたという。
ブリュンヒルドに戻ると、イーシェンの武田四天王その配下の者達をブリュンヒルドに仕官してきたため迎え入れる。椿から得た情報からエルフラウ王国にある転送陣に行き、条件に適合した冬夜は管理人フローラと「錬金棟」を手に入れる。
ラミッシュ教国からやってきた司祭ネストから光の神・ラルスを崇めるラルス教を国教とすよう求められたが、ネストが神様（世界神）を邪神扱いしたことで冬夜は【ゲート】でネストを城外の川へ移転させる。同行して来ていた司祭フィリスが魔族や闇の者というだけで排除する教義への疑問を吐露すると、神様が現れて光の神・ラルスはおらず、神のためにしていたことを人々のために行うよう諭す。ラミッシュ教国に帰ったフィリスが処刑されることを知った冬夜はフィリスを助けにラミッシュ教国へ行き、わざと囚われの身となる。フィリスを探し出すと、一緒に教皇が囚われていた。フィリスを擁護する教皇が、ラミッシュ教国が光の神・ラルスではなく闇の精霊の力で建国したという枢機卿以上の者しか知らない秘密を暴露してしまうと考えた枢機卿が教皇を弾劾し、閉じ込められたのだった。ぼろが来ていた闇の精霊の封印が破損して暴走を始めるが、冬夜は光の神に扮して制圧する。またラルスという神は存在しないことを告げ、事前に示し合わせた教皇に神託を与えたように振る舞う。これを機にラルス教の信仰の対象が光の神・ラルスから光の神に変わり、魔族や闇属性の排他主義は改められる。
バビロンの遺跡の転送陣を探し出すため、冬夜は琥珀と黒曜&珊瑚の力を借りて翼の王である神獣・炎帝を召喚する。炎帝は既に琥珀らの主となっている冬夜の力量を見抜き、すぐに主従関係に同意して、紅玉と名付けられる。
第6巻
譲渡されたバビロンの遺産「格納庫」にはフレームギアが格納されていたが、エーテル鉱石（魔石）から抽出した燃料のエーテルリキッドがないため動かせない状態だった。冬夜は領地内で魔石を見つけてフローラにエーテルリキッドの精製を、ロゼッタにフレームギアの量産を任せる。
冬夜が人心地ついていると、突然スゥシィが現れて「わらわも妻にしてくれ」と求婚される。スゥシィにリーニエ王国第一王子ザブンとの縁談が持ち上がっていたのだった。ザブンの素行を問題視したオルトリンデ公爵はリーニエ王国の使者に冬夜への嫁入りを理由に縁談を断ったが、使者で第二王子のクラウドは、同席していた冬夜へ宰相に軟禁されている母親のエリア王妃の救助を求める。冬夜達はエリア王妃を救出して召喚獣に宰相達を監視させていると、宰相とダキア王妃が国王にザブンへの王位継承を強要し、禅譲後に現国王を暗殺することを計画しており、さらにザブンが宰相とダキア王妃との間の子供であることが判明する。冬夜から真実を知らされたリーニエ国王は、クラウドに王位を譲り、様々な悪行が判明したザブン達は犯罪奴隷として奴隷商に売り渡された。その後、冬夜はスゥシィを婚約者として受け入れる。
イーシェンの山中でフレームギアの量産に必要な鉱物を得た冬夜は、河原で倒れている少女を見つける。少女は右手右足を失い、背中には深い刀傷を負っていたため、冬夜は大回復魔法と【リカバリー】をかけて「錬金棟」へ運ぶ。少女の手足は再生し、意識も戻ったが、記憶を失っていた。冬夜は綺麗な桜色の髪から彼女を桜と名付ける。
レスティア騎士王国に見つかった転送陣に冬夜が向かっていると、町がフレイズの集団に襲われていた。騎士団が対応していたが、住民を逃がすのに精一杯であった。冬夜はフレイズを討伐し、怪我人を回復魔法で治療したが、冬夜が話しかけていた少女騎士はレスティア騎士王国第一王女ヒルデガルド・ミナス・レスティアであった。
ドッキングした状態のバビロンの遺産「城壁」と「塔」が見つかり、ユミナ達を【ゲート】で呼び寄せて話していると、リオラの発言から、婚約者達は冬夜が9人娶ることを知る。
第7巻
ある日、城に冬夜の姉の望月花恋と名乗る女性が訪れる。逃げた従属神を捕獲しにこの世界に降りてきた恋愛神で、従属神が行方不明のため、しばらく冬夜の世話になることになった。
突然、天帝国ユーロンがハノック王国に宣戦布告し、侵攻する。またユーロン天帝からの命令でフレームギアの強奪のために冬夜の暗殺、ユミナ達の拉致などが並行して行われていることが判明する。そんな中、ユーロンに13000を超えるフレイズが襲来する。フレイズ殲滅に西方同盟各国も参加することになり、フレームギア210機で事に当たる。上級種の出現により苦戦するが、なんとかフレイズの殲滅に成功、しかし上級種の放った光により天帝もろともユーロンの首都が消滅し、ユーロンは崩壊する。
それからひと月後、レスティア騎士王国から先王のギャレンとヒルデガルドがユーロン崩壊の問合せと友好関係を結ぶためにブリュンヒルドにやってくる。冬夜に一目惚れしていたヒルデガルドは、嫁会議で受け入れられ、ギャレンとの勝負に勝って結婚を認められて、婚約者となる。
冬になろうとする頃、ラウリ族のパムが冬夜との間に子供を作るためにブリュンヒルドに現れる。ひと月後に行われる「剪定の儀」でラウリ族に勝たせることでパムには冬夜との子供は諦めてもらうことになり、エルゼ、八重、ルーシア、ヒルデガルドが助っ人として出場する。パムを加えた5人は順調に勝ち上がり、ラウリ族が剪定の儀で優勝した。また、ある部族の助っ人になっていた剣神が、恋愛神に習って冬夜の二番目の姉・望月諸刃と名乗り、彼女も冬夜の世話になることになる。
第8巻
冬夜からバビロンの遺産「図書館」が見つかったことを聞かされたリーンは大喜びするが、冬夜はリーンがミスミド大使であるため閲覧制限をかけることを伝える。リーンは冬夜にブリュンヒルドの宮廷魔術師として迎えるように進言したうえ、さらに「私も貴方の奥さんになりましょうか？」と告白する。言いくるめられた冬夜はリーンに閲覧を許可する。
ギルドを訪れると、新たにサンドラ王国の南方に発見された古代遺跡にある諸島をブリュンヒルトとゲートで繋いでブリュンヒルドを冒険者達の玄関口とし、この島はブリュンヒルドに譲渡してもよいという提案があり、冬夜はこの提案を受け入れる。ダンジョンの噂はすぐに広まって冒険者達がブリュンヒルドに集まる。
冬夜がリーンを連れて改装のためにダンジョンに入ると4人の少年少女の冒険者が人攫いに襲われていたため救助する。人攫いを問い詰めるとダンジョンで死亡したと思われていた10人の冒険者が、攫われて、沖に停泊した奴隷船のサンドラ王国の奴隷商人に売られていた。日が暮れてから冬夜は無属性魔法【ミラージュ】で人攫いに化け、少年冒険者達を奴隷商人に売った振りをして、少年達を奴隷船に侵入させる。少年達が攫われていた冒険者達を連れて逃げ出したことを確認すると、冬夜は奴隷商人達を拘束し、騎士団に引き渡す。
攫われていた冒険者達の宿を手配し、ギルドに顛末を報告した後、リーンと食事を終えると深夜2時近くになっていた。城に戻ると婚約者達が待ち構えており、ユミナに問われたリーンは冬夜に好意を持っていることを告白すると、リーンが8番目の婚約者として受け入れられる。
冬夜が救った少年冒険者達の故郷の洞窟にある遺跡はバビロンの遺跡への転移陣で、条件に適合した冬夜は管理人のパルシェと「蔵」が譲渡される。
第9巻
エンデからロードメア連邦へのフレイズの上級種の出現の情報がもたらされる。東西同盟はロードメアとコンタクトをとるが、ロードメアの州総督の間で意見が分かれており、自らの手で討伐すべしという意見も出ていた。全州総督とボーマン博士は作り出した武装ゴーレムに絶対的な自信を持っていたが、模擬戦でフレームギアがあっさりと倒してしまったため、対応を再検討する事になる。その後、予算カットを恐れたボーマン博士が独断で武装ゴーレムに無茶な改造をした結果、武装ゴーレムが中央州の首都で暴走したが、エルゼのゲルヒルデの相手ではなかった。ボーマン博士は捕らえられて鉱山送りとなった。
東西同盟でロードメアに出現した上級種を討伐し、中級種や下級種を掃討していると、突然支配種のネイが現れた。エンデはネイの攻撃をかわして手を掴むと、次元移転してその場から消えていった。戦後、戦場から大破したフレームギア1機分の部品が盗難されていたことが判明する。
イーシェンで羽柴秀義が20万の大軍でオエドへ侵攻を開始する。八重から連絡を受けた冬夜は戦場に急行し、変装して羽柴軍を撃退する。さらに徳川・伊達連合軍3万人をオオサカ城に移転して急襲する。冬夜、八重、琥珀で城内の秀義を探すと、秀義を名乗る猿がいた。秀義の目が赤く光ると八重と琥珀は硬直するが、冬夜は本体が瓢箪で従属神と見抜く。冬夜が神力をまとうと、瓢箪が痩せぎすの白髭の老人に変化した。恋愛神と剣神が駆けつけてきて、剣神が従属神を討ち取ろうとするも、あと一歩のところで従属神は逃げてしまった。
第10巻
東西同盟の会議後の花見にて、冬夜の伴奏で桜が歌を披露したことをきっかけに、桜はその存在が伏せられていた魔王国ゼノアスの魔王の庶子のファルネーゼ・フォルネウスと判明する。【リコール】で忘れている記憶を取り戻せることを冬夜が思い出し、【リコール】によって桜の記憶はよみがえる。母親のフィアナは心神耗弱状態にあったものの、死んだと思われていた娘との再会により回復する。魔王も娘が生きて帰ってきたことを喜んだが、婚約者達の承諾を得ていた桜は冬夜と結婚することを告げる。桜を襲撃した黒幕が第二王子の叔父と分かり、彼を処罰するためにファルネーゼ（桜）の存在が明らかにされ、同時に冬夜との婚約が公表された。
紅玉の眷属が見つけた遺跡からバビロンの遺産「研究所」に転送された冬夜は、管理人ティカと「研究所」が譲渡される。また「研究所」で機体ナンバー29に移植されていたレジーナ・バビロンを冬夜が覚醒させる。バビロン博士からの質問で決意した冬夜は、婚約者達とバビロンシスターズに、自分が地球という異世界からやってきたことを明かす。
冬夜はブリュンヒルド城下に現れた支配種のリセからエンデの救出を頼まれる。冬夜が指示された水晶の三角柱に魔力を流すとエンデは次元の狭間から帰還した。そして冬夜はエンデにフレイズについて聞き出す。渡る者のエンデと結晶界（フレイジア）の「王」（女王）はともに生きていくことを望み、天才の「彼女」は「世界を渡る存在に至る方法」を編み出した。他の支配種から反対されるが、「彼女」は後継者を指名してエンデと駆け落ちのごとく結晶界から去る。しかしフレイズたちは「世界の結界」を破る方法で「彼女」を追いかけてきた。エンデはフレイズを撃退するなどして「核」として存在する「彼女」を守って世界を渡り歩き、数千年前にこの世界にたどり着いた。そしてエンデは「彼女」を狙う輩に消えてもらうために冬夜の力を借りるのが良いと思っていた。
第11巻
農耕神、音楽神、狩猟神、酒神が神化している冬夜のサポートを建前に休暇で地上に降りてきた。それぞれ冬夜の叔父望月耕助、その長男奏助、長女狩奈、次女酔花としてブリュンヒルドに滞在することになった。
レグルスに襲来したフレイズを掃討していると、支配種のユラが現れる。冬夜はユラを討伐しようとするが、ユラは姿をくらませてしまう。揺り戻しで次元の狭間に戻されたユラの手には冬夜達の世界で拾った黄金の卵があった。卵は痩せすぎの白髪の老人に姿を変え、ユラに自分は神であると告げる。
サンドラ王国第二の都アスタルの人々が一人残らず水晶を生やして死ぬ事件が発生する。死者は「魂食い」されており、従属神が邪神を誕生させようとしていることが懸念された。
第12巻
結界によりその存在が分からなかったパレリウス島の南の都を3匹の巨獣を襲っていた。冬夜達は魔獣を討伐して、南の都の代表と面会する。フレイズの大襲来で外の世界は滅ぼされたと思っていた代表は、世界が無事であったことに驚きを示す。後日、冬夜は、八重、バビロン博士、琥珀を伴って、他の都の代表および導師もあわせて会談し、現在の世界情勢等を説明する。
その後、パレリウス島の神殿にある、時の賢者アレリアス・パレリウスが残した「門」を見学させてもらう。「門」の目的や起動方法は不明だったが、バビロン博士の解析により、ある意味完成しているが、起動するには魔力が圧倒的に足らないと判明する。莫大な魔力を持つ冬夜が魔力を流すと起動し、冬夜は「門」の先に現れた新天地に足を踏み入れた。訪れた場所は地図が冬夜達の世界を反転させた異世界（裏世界）と分かる。冬夜が元の世界に戻れないことを焦っていると、神様か電話があり、一旦神界を経由して【ゲート】で「門」の前に戻る。こちらの世界では、琥珀が突然消えてしまい、冬夜がこの世界からいなくなったことを八重達が心配している状況だった。
冬夜は「門」の先の世界について説明する。パレリウス島の代表者達は方針を協議し、後日、パレリウス島は外の世界との交流を選択して島の結界は無効化された。ルーシアからの裏世界からの戻り方の質問で、冬夜は婚約者達に、神様のことや自分が神化していること等を打ち明ける。
ユーロン地方で発生した「魂食い」を冬夜が討伐に向かうと、邪神獣が人々を襲っていた。冬夜達が邪神獣と従属神を討伐しようとするも難航、ユラが手を加えていた邪神獣は従属神の魂を喰らって繭の状態に変わり、揺り戻しによって消えてしまう。
バビロン博士が「門」を元に製作した「次元門」で、冬夜が裏世界の聖王国アレントの王都を訪れると、裏世界はゴレムのような魔工技術が発達した世界と分かる。冬夜の魔法を見かけた「赤猫」の副首領エスト達に頼まれ、冬夜はゴレム技師エルカ・パトラクシェにかけられた呪いの魔法を解いた。
第13巻
弱冠10歳のパルーフ国王に自信を持ってもらうための冬夜の思いつきをきっかけに、ブリュンヒルドで15カ国を招待した競技祭が開催される。競技会3日目が終わった後、夜にユーロンで小規模のフレイズの襲来があることがわかり、専用機とブリュンヒルド騎士団のフレームギアで対処する。フレイズが出現してからしばらくすると、暗黄金のフレイズ（変異種）が現れてフレイズを捕食し始める。さらに支配種のギラが現れ、冬夜と戦うギラは荷電粒子砲のようなものを放とうとするが、ユミナが専用機でギラを狙撃する。その隙を突いて冬夜はギラの核を破壊して討伐に成功する。しかしギラとの戦闘で神力を使った冬夜は眠りに落ち、36時間眠り続けることになる。冬夜が眠っている間も競技祭はつつがなく進み、4日間の日程は終了した。
表世界と裏世界を行き来するための「次元門マーク2」を裏世界に設置するため、冬夜は「次元門」で裏世界に移転する。ゴレムを入手するため、「赤猫」のニア達の案内でブラックマーケットを訪れていると、「狂乱の淑女」ルナが、紫の王冠、ヴィオラを伴って現れて、ブラックマーケットの人々を殺戮する。冬夜達がルナを止めようとすると、冬夜の強さを気に入ったルナは「今度はルナを殺してね？」と囁き、去って行った。
第14巻
裏世界に変異種が現れ、表世界からの転移者が発生したことが分かる。神様に呼び出された冬夜は、表世界と裏世界が融合して神様の手を離れること、神の手を離れた世界は消滅させる可能性があるが、冬夜が邪神を討伐すれば冬夜を上級神と認め、融合した世界の管理を任されることを告げられる。世界の管理を重荷に感じて自室で考え込んでいた冬夜であったが、ユミナの励ましで腹を決める。
冬夜はベルファストのヤマト王子の心臓にフレイズの「王」の「核」が宿っていることを知る。ベルファスト国王夫妻の同意を得て、冬夜はヤマト王子からフレイズの「王」の「核」を取り出す。「核」は女性型の支配種に姿を変え、メルと名乗った。冬夜から結晶界からメルが去った後のフレイズ達の行動を伝えられたメルは塞ぎ込んでしまう。
裏世界での協力者になってもらうため、冬夜はエルカ技師に自分が別世界の王様であることを話すと、エルカ技師からトリハラン神帝国のプリムラ王国への侵略を止めることを頼まれる。彼女からプリムラ初代国王が異世界から来たレリオス・パレリウスと聞き、冬夜は表世界から当時を知っているバビロン博士を連れてくる。プリムラ国王との会談で、国王が発した「古き言葉」（古代魔法言語）にバビロン博士が答えたことで、国王は冬夜達が異世界から来たことを信用した。
冬夜は戦争を止めるため、トリハランの総大将の第二皇子リスティン（第一皇女リスティス）を攫う。彼女も戦争終結を望んでいたが、自分を人質にしても元老院は戦争を続けると言う。冬夜は彼女の教育係のゼロリック卿と共に、元老院を牛耳る議長を確保するためにトリハランに向かうと、記憶をなくしたエンデが議長の護衛となっていた。冬夜はエンデを捕獲し、議長を捕らえてトリハラン皇帝の元に連れて行く。ゼロリック卿から話を聞いた皇帝は、第一皇子の進言もあって、元老院解体とプリムラとの和睦を決断、戦争は終結した。
メルの元にエンデを連れていくと、メルはエンデの記憶を呼び起こし、二人は長い時を経て再会を果たした。
第15巻
東方大陸南西の島国イグレット王国より災害救援要請が入る。イグレットは嵐と洪水により、特に食糧が不足する事態となる。これの解決策として、魔獣テンタクラーを食糧として食べられるようにした。
冬夜は神国イーシェンに世界同盟に加入してもらう為に、八重と家泰とともにキョウの都にて帝と対面する。帝は有角人と雪の精霊のハーフで、幼少期に精霊が力を失ってしまった様。冬夜は精霊を呼び出し、精霊石を埋め込んだ腕輪を贈り、帝より同盟への加入を快諾された。その後の世界同盟会議にて、パレリウス島は国家として認められるようになる。会議後に、メルとエンデの元に支配種のネイとリセの姉妹も合流する。
裏世界に再び変異種が現れた時の対策として、「黒蝶パピヨン」の幹部であるシルエット・リリーと取引をする。後日、黒蝶改め「黒猫」に変異種の出現を予測する魔道具を提供し、変異種が出現したときに連絡をしてもらうよう、約束を取り付ける。
同じパレリウスが祖先の表世界のパレリウス王国と裏世界のプリムラ王国の会談が実現する。そして、レリオス・パレリウスが異世界に転移した経緯を知る。裏世界からエルカ技師を追ってきた妹のノルン・パトラクシェと黒の王冠、ノワールがブリュンヒルドに転移する。また、武神が望月耕助の弟で第二の叔父、武流としてエルゼとエンデに修行させるために地上に降りる。
第16巻
裏世界のシルエットより魔工国アイゼンガルドに変異種出現の情報が入る。冬夜はユミナ、リーンと紅猫のメンバーと共に、変異種を撃退する。紅猫の一部メンバーより、かつて滅ぼされたレーヴェ王国のルフレディン王子を探すように依頼される。その後、アイゼンガルドと共にレーヴェを滅ぼしたガルディオ帝国のルクレシオン皇子になっていることが確認される。
時が経ったある日の夜、ガルディオ帝国の皇宮に侵入し、皇帝夫妻にルフレディン王子の事について問い詰める。夫妻は王子と今後も暮らしたいと懇願する。
帝国の一室にて、ガルディオ皇帝と元レーヴェ家臣団の会談が執り行われることになった。会談の途中、レーヴェが滅亡するきっかけを作ったギエン・グリードが襲撃する。また、アイゼンガルドがガルディオ帝都と旧レーヴェ王国領に侵攻を開始する。
侵攻した軍を撃退した後、冬夜ら一行はアイゼンガルドの魔工王と対面し、ガルディオ帝国から撤退するように要求する。ところが、魔工王は逆に冬夜の魔力を利用し、決戦兵器ヘカトンケイルを起動する。専用機フレームギアで対処するために、姉の花恋がバビロンを裏世界に転移させて助太刀する。破壊されたヘカトンケイルから逃走しようとした魔工王のカプセルを捕らえ、ガルディオ帝国と元レーヴェ家臣に引き渡される。
ある日の朝、スゥシィに弟の赤ちゃんが誕生し、エドワードと名付けられる。ユミナと共に、オルトリンデ公爵家と姉となったスゥを祝福する。
第17巻
再び裏世界のシルエットより着信があり、アイゼンガルドが壊滅しているという情報が入る。黄金の雪により、住人がまるでゾンビのように徘徊している様子。現場に急行すると黄金の巨木が生えており、それ自体がフレイズの変異種であることを確認する。冬夜はシルエットに闇属性魔法を教え、紹介でストレイン王国女王と会食する。「紅猫」のメンバーたちが襲撃されるが、砦から全員脱出する。その後、ニアの懇願とスゥの了承でブリュンヒルドで冒険者稼業をすることになる。冬夜から支配種のメル・ネイ・リセの3人は条件付きで軟禁を解除される。
トリハラン神帝国皇帝より、ルーフェウス皇子とストレイン王国のベルリエッタ王女との縁談の機会を用意するように依頼される。冬夜は2人の共通の趣味である魔工機械の改造をネタに、裏世界のドラクリフ島でのテストレースを企画する。
テストレース自体は「紅猫」のニアが優勝し、当初の目的である縁談についても皇子がプロポーズし王女が受け入れたため、婚約が成立する。すぐ後、表裏両世界各国の宮廷料理人の方々による野外パーティも続けて行われ、両世界の親睦を深める良いきっかけとなった。
ホルン王国にて、王孫派と王弟派による権力闘争により、内戦直前まで緊張が高まる。話し合いの場に、冬夜・フェルゼン国王・ラミッシュ教皇が立会人となる。会談の最中で事件が連続するが、冬夜・教皇・桜・フローラの活躍でユーロンの諜報部隊「クラウ」の残党による暗躍を突き止める。クラウは各3000の鉄機兵と武装ウッドゴーレムを用いてホルン王国北部から侵攻する。ニアら紅猫にノルン共にブリュンヒルド総出でクラウの掃討作戦を決行する。そして、冬夜達によってクラウによるホルン陥落の危機が回避される。また、クラウに捕らわれていた五大マイスターの『教授プロフェッサー』と『再生女王レストアクイーン』の異名を持つエルカ技師が再会する。
第18巻
3日後の朝、ついに表裏両世界が繋がる。しかし直後に、暗金色の棘針がレグルス方面に落下するのを確認し、緊急で対処する。棘針は変異種を生み出しながら、大地を消失させる危険な代物であった。冬夜は何とか破壊に成功するが、神気を使ってテレポートで退避しようとした時、初めて大ダメージを受ける。アイゼンガルド方面に大量の棘針が落下するのを確認しながら意識を失うが、桜のテレポートにより撤退には成功する。目が覚めると、神様と婚約者の方々に心配されていた。意識を失った原因の「神魔毒」について姉の花恋から説明を受け、それの対策について考える。
イグレット国王より謎の船団の対処を依頼される。先にやってきた海賊を退治し、魔人王アルフォードの王妃を救出する。すぐ後に駆け付けた魔人王に王妃を返し、イグレット王国と魔人国ヘルガイアが国交を結ぶ。元裏世界7か国も含めた世界同盟会議が実施されるが、ギルドマスターのレリシャよりパナシェス近海に約1万の変異種出現の兆候が伝えられる。その場で同盟会議に出席した各国代表に説明し、戦時体制に移行する。
パナシェス近海の海底から変異種が上陸する。さらに、以前エンデが敗走したきっかけである双子の変異支配種の姉レト・弟ルトも現れ、こちらはエンデとメル・ネイ・リセが対峙する。追い詰められたレト・ルト姉弟は合体して攻撃を仕掛ける。しかし、エンデはメルと連携して核を破壊することに成功し、リベンジを果たす。
ベルファスト城の北に面するパレット湖から白の王冠「アルプス」が発見される。アルプスのマスターが先代のベルファスト国王だと判明したので、ユミナがサブマスター登録をする。そして、アルプスから5000年前のフレイズ侵攻の結末と1000年前のベルファスト王国壊滅の真相を聞き出す。
第19巻
叔父の耕助が、神魔毒を無効化させる「聖樹」の苗を完成させる。それをアイゼンガルドに植えて邪神討伐するまでの計画を立てる。
アイゼンガルドにアルプスらを派遣し、聖樹の苗を植える。しかし、変異種らに存在がばれ防衛戦が連続してピンチに陥る。ところが思わぬ助っ人として、ルナが利害の一致で紫の王冠ヴィオラとともに、防衛戦に加勢する。その後、入れ違いで紅猫のメンバーらにノルン・ロベール王子達の王冠のマスター達や騎士団が防衛戦を継続する。
アイゼンガルドの工都アイゼンブルクへ転移し、邪神討伐作戦を開始する。途中、邪神の蛹と変異種化したユラと対峙する。冬夜はユラに斬りかかるが、ユラの手により封神界に隔離されて婚約者達が動揺する。
冬夜が隔離された後の元の世界では、世界各国に変異種が一斉に侵攻を開始する。しかし、この事態に備えて密かに用意した切り札を発動させる。ユラに取り込んだ神の正体を明かして封神界から脱出すると、蛹から進化した邪神と対峙する。リンゼとリーンの活躍により虫型邪神の体を破壊するが、中から虹色の邪神が現れ、実は従属神は生きていたことが判明する。そして、冬夜はついに邪神の討伐を果たす。一方封神界にいるユラの元に、エンデ・メル・ネイ・リセの4人が現れる。5000年前のフレイズ侵攻や今回の邪神騒動を先導した罪により、ユラはメルの手によって処刑される。
第20巻
ブリュンヒルド城に投獄したルナに呪いをかけ、紫の王冠ヴィオラの王冠能力を無効化した上で釈放する。「黒猫」のシルエットより、炎国ダウバーンと氷国ザードニアの争いの原因を教えられ、その二国の争いを止めるように依頼される。試行錯誤の結果、両国の王子が新たに国王に即位し、お互いに手を取り合うことになる。
姉の花恋に「万神殿パンテオン」に連れてこられる。そこで世界の結界の修復担当、かつ冬夜の祖母の立場となる時空神で上級神の望月時江を紹介される。
ノキア王国より、第二王女のパフィアが助けを求めて政略結婚を申し出る。ユミナの助言で、同行していた大使一行らに取り憑いた召喚獣の存在に気付く。パフィアより、ノキア王国での騒動は軍務卿のカイザにいよる暗躍だと教えられる。今回は冬夜の力を借りずに、婚約者達9人が騒動の解決を目指す。
第21巻
結婚式準備の途中で、冬夜はルナと紫の王冠ヴィオラと再会する。釈放された後いつの間にか学校の先生になっていた事実に驚愕する。
ブリュンヒルドにて、遂に冬夜とユミナら9人との結婚式が行われる。パレードが行われた後、遊戯室にて披露宴も行われる。当夜から9日間、結婚した妻らに絞られる日々が続く。
世界神様やカミサマーズ・バビロン博士にバビロンシスターズ・エンデファミリーに見送られながら、冬夜が元居た世界の地球へ向けて異世界新婚旅行をする。ユミナらは元の異世界と地球の文化の違いに触れながら新婚旅行を満喫する。
ある日の深夜、冬夜は夢の形で両親に再会し結婚した妻ら9人を紹介する。しかし、両親はルー・ヒルダ・桜以外の6人は知っていた模様。逆に両親からは最近生まれた冬夜の妹の冬花を紹介される。現実世界に帰還すると、世界神様と以前邪神騒ぎを起こした従属神の指導員の立場であった別の従属神と会う。その従属神は冬夜の許可を得て、妹の冬花の守護神として活動を始める。
帰還する前に、妻たちやバビロン博士などへのお土産を用意するために電化製品を中心に買い漁る。また、近くの高校で行われていた学園祭や地球の世界各国にも旅行する。姉の花恋が迎えに来るが、足掻いて花恋も少しの期間だけ地球の文化を堪能する。そして、地球からブリュンヒルド城の玄関ホールに帰還する。
第22巻
冬夜は酒場で、エンデが支配種のメルやネイ・リセ姉妹も加えて結婚する事実に驚愕する。また入れ違いで、ニアら紅猫とルナらが加わり、井戸端会議をする。数日たったある日、リーフリース皇国第一皇女のリリエル・リーム・リーフリースに呼び出される。父親の皇王からスマホを取り返してほしいと懇願するが、理由が理由なだけに却下される。その後、リーフリース皇王は姉の花恋と相談して、リリエルのお見合いパーティーと東西大陸の交流を兼ねて、仮面舞踏会を開催することを思いつく。
舞踏会当日、冬夜と世界各国の重臣・国王らが舞踏会で起こる様々な出来事を見守る。そんな中、パーティーの参加者の中にゴレムが混ざっていることが判明する。この事をリーフリース皇王に知らせ、元ガルディオ帝国皇太子のルクレシオンがその顔を知っていた。エルカ技師とバビロン博士を呼び出し、ルクレシオンも加わって捕らえたゴレムの手がかりを調べる。
リーフリースでのゴレム騒動は、鉄鋼国ガンディリスの第二王女のコーデリア・テラ・ガンディリスと彼女のメイドのパルレルによるものだと本人たちから告白される。どうやら王女がガルディオ皇帝に恋愛感情があったようで、皇帝に女性が近づかないように守るためにメイドが勝手に行動したのが真相のよう。一方、リリエル皇女を助けた相手が男ではなく、トリハラン神帝国の第一皇女リスティス・レ・トリハランだと判明する。リスティスがリリエルの小説のファンだと知り、大変盛り上がる。
冬夜は再び酒場でエンデと支配種3人と共に過ごす。結婚式の段取りを考えている最中、エンデと支配種3人がラーゼ武王国にてフレイズの別の支配種の出現を感知する。現場に急行すると、エンデとメルたちの娘のアリステラと出会う。祖母の時江より、アリスがこの世界にやってきた経緯について説明を受ける。また、冬夜と嫁9人それぞれの子供もいずれ現れると聞き、全員軽いパニックを起こす。
フレームギアで巨獣討伐したアリスの元に、この世界に転移した冬夜と八重の娘の八雲から電話が入る。しかし修行すると言って直ぐに連絡を絶ってしまい、他の嫁たちも絶句するが特に八重が酷く狼狽える。冬夜は宿屋の銀月で休憩を取っていると、新しく雇ったウェイトレスになぜか見つめられるが、実はその正体は冬夜とリーンの娘であるクーンだと判明し、早速リーンとクーンの母娘の対面が実現する。また、クーンは魔工学を専攻しており、ポーラにそっくりな小型ゴレムのパーラを披露する。
第23巻
王妃たちのお茶会にて報告会を行っている中、アリスから少しでも未来の情報を聞き出そうと、桜が召喚獣のダルタニャンを使ってアリスとクーンの会話を盗撮してまで情報を知ろうとする。何人かの子供の名前は知ることができたが、クーンらに盗撮していたのがばれて、ダルタニャンはクーンのゴレムのパーラから電撃の制裁を受けて通信を切られる。ベルファスト領内の辺境の村に個体数が少ないベヒモスが現れる。村の安全と素材集めのため、クーンと共にフレームギアで討伐に向かう。
エンデ・エルゼ・八重・ヒルダの4人は冒険者ギルドのランク上げに集中し、エルゼ・八重・ヒルダは銀ランクに、エンデは金ランクに昇格する。クーンとバビロン博士らと共にバビロンでゴレム列車について構想を練っていた所、クーンの元に冬夜とヒルダの娘のフレイガルドから魔人国ヘルガイアに出てきたと電話が入る。直ぐに母のヒルダとクーンと一緒に駆け付けるが、どうも盗賊団のアジトに単身乗り込もうとしていたらしい。ピクニック代わりに、ヒルダ・フレイの母娘とクーン・パーラの3人と1体と共に盗賊団討伐を始める。
レア王国のアーヴィン・レアウィンド国王陛下に以前邪神騒ぎでアイゼンガルドに植えたのと同じ聖樹の苗を渡し、緑の王冠グラン・グリュンの能力を見せてもらう。紅玉より情報が入り、嫁達とミスミド闘技場の試合を確認すると冬夜とリンゼの娘のリンネが戦っており、観客席の方にはエルゼとの娘のエルナの姿を確認する。エルゼ・リンゼ姉妹に急かされてミスミドに直行し、エルナは観客席でエルゼに、リンネはリンゼが試合に出場して試合終了後に子姉妹はそれぞれ抱き着いて号泣し、母姉妹は優しく抱擁する。
バビロン博士が以前作った古代文明の遊園地に嫁達と子供達のほかに、エンデファミリーも招待する。シェスカの手引きや子供たちに振り回されながらも、古代の遊園地を堪能していく。同じころ、パナシェス王国ではロベール王子の元にブリュンヒルド公国に連れて行ってほしいという少女が現れる。
古代遊園地を堪能している冬夜らの元にバビロン博士から着信が入り、ブリュンヒルド城にロベール王子と冬夜とルーの娘のアーシアが転移してきたことを知る。ルーは必死の形相で冬夜に掴みかかり、直ちに城へ迎えに行くよう懇願する。城にてルーとアーシアが対面するが、転移して来て早々古代遊園地の食堂にてルーとアーシアの母娘料理対決が開戦する。一方、八重の娘の八雲は西の果てのオルファン龍鳳国にてアイゼンガルドで入手した黄金の粉について調査しに来ていた。
第24巻
鉄鋼国ガンディリスから五大ゴレム技師マイスターで技術者集団の『探索技師団シーカーズ』の面々がブリュンヒルドを訪れる。ガンディリスで王冠シリーズのゴレムを制作したクロム・ランシェスの移動型工場「方舟アーク」が発見され、エルカ技師・バビロン博士・クーン等技術班と探索技師団の面々等で方舟を見に行く。ところが遺跡に着くと謎の集団が襲撃しており、『邪神の使徒』と名乗る人物に方舟を奪われてしまう。白の王冠アルプスによると、赤・青・緑・紫・黒・白の他に、未完成の銀か金の王冠を手中に収めている可能性が高いと指摘する。また、クーンとアーシアから邪神の使徒についての説明を受ける。
襲撃に使用されたゴレムを調べていると、わずかに邪神の神気を伴っていることを確認する。大樹海ではアリス・フレイ・リンネの子供たちとエンデ・従姉の狩奈の同伴で魔獣討伐に向かう。城のサロンに帰ってお茶会を満喫していると、突然冬夜と桜の娘のヨシノがテレポートで転移して冬夜の上に落下する。ヨシノはパナシェス王国とパルーフ王国の間の海域にあるアロザ島で発生した異変について、冬夜達に助けを求めていた。お茶会に参加した嫁と子供たち全員とエンデファミリーが協力して島の復興を手伝う。島を襲った半魚人は邪神の使徒が絡んでいる事を見抜く。その頃アイゼンガルドでは、新たに邪神の使徒を誕生させる不穏な動きがみられる。さらにエルフラウ王国では不思議な魔眼の能力を持つ少年が降り立っていた。
ブリュンヒルドにサーカス団がやってきたので、嫁・子供達全員とエンデファミリーの席を購入する。姉の花恋と諸刃からそのサーカスに舞踏神・剛力神・演劇神が在籍していることを知り、姉二人と挨拶に向かう。従兄の奏助がゲスト参加する事と祖母の時江以外は他のカミサマーズも揃って観賞する。一方、エルフラウで行動する少年は盗賊を賊り討ちにしていた。
喫茶店パレントでは、今までに集まった子供達7人で今後の対応の話とスイーツを楽しむ。桜は母のフィアナに娘のヨシノを紹介する。ゼノアスの魔王陛下と王子らにも紹介し、魔王陛下がヨシノを溺愛して暴走する。さらにレグルス皇帝陛下はルーの娘のアーシアの料理に舌鼓を打ち、レスティア王家はヒルダの娘のフレイと対面して盛り上がる。また、レスティア騎士王国のラインハルトの妻ソフィアから懐妊したと連絡を受け、フレイはベアトリーチェという子供の名前をうっかり漏らす。一方、八雲はガルディオ帝国にてロジャー・ウィルクスこと『教授』と出会う。八雲・教授・護衛のゴレム5体と共に、アイゼンガルドで邪神の使徒の手がかりを探す旅が始まる。
第25巻
ベルファストとリーフリースを繋ぐ魔道列車がフェルゼンで完成し、冬夜、嫁達、子供達、エンデら一行は記念式典に出席する。レグルスではエルフラウからブリュンヒルドに向けて旅を続ける少年が到着していた。列車内では、再びアリスが唯一の息子はユミナとの子供であると間接的にうっかりばらしてしまい、ユミナは有頂天になる。一方アイゼンガルドでは、八雲と教授が黄金の粉と邪神の使徒について調査しに来たが使途に見つかってしまい、教授とブリュンヒルドへゲートで逃げ込む。それを琥珀に知られ、八重とフレイはブリュンヒルドに緊急転移し、八雲は八重に捕まり、長い間親に黙って1人で修行を続けた件でお仕置きを受ける羽目になった。
少年はレグルスの帝都ガラリアに向かう道中で、近くにあった森の中にあるエルフの里で泊めてもらえることになった。力を認められて、里の長老から剣の形をした魔法生物の対処を依頼される。直ぐに大樹の拘束が解けてしまうが、魔眼を用いて簡単に制圧する。そして、魔剣に認められて少年の手持ちになる。ブリュンヒルドの酒場ではエンデとメル達の結婚式後の宴会が執り行われた。
リーン・クーンと共にガンディリスで鋼材を格安で買い付けるが、その代わりに鉄鋼王から王都とメルクリウムを最短距離でつなぐトンネルを掘ってほしいと依頼される。土属性魔法を用いてトンネルを掘り進めたところ、クーン曰く未来でも発見されてなく、鉄鋼王も興奮するほどの都市跡を掘り当てる。そこは古代ゴレム大戦を生き残ったゴレム達が住む機人都市アガルタであった。さらに、以前アイゼンガルドで魔工王が起動した決戦兵器ヘカドンケイルがあったように、ここには決戦兵器のギガンテスが休眠状態で残されていた。嫁と子供達、エンデらが駆け付け、アイゼンガルドに転移させてフレームギアで機能を停止させるが、頭部と胸部のパーツを邪神の使徒らに火事場泥棒されてしまう。さらに、ギガンテスの破壊状況から鉄鋼王ではなくクーンから激しく雷を落とされる。
その頃レグルスの帝都ガラリアでは、ゴレムの公開販売を少年が詐欺と見破る活躍を見せる。少年が詐欺から救った商人の男は、実はファッションキングザナックのオーナーの弟バラックで、兄のオーナー本人も現れたことでついに連絡手段を確保する。一方冬夜達はトンネルを掘り終えた後ブリュンヒルドに帰還していたが、ザナック経由で冬夜とユミナの一人息子の久遠から電話が入り、両親の冬夜とユミナは直ちに迎えに走る。また、久遠が途中で手に入れた剣は、実はクロム・ランシェスが作った銀の王冠である事と、既に久遠とマスター契約している事も判明する。ベルファスト国王夫妻に久遠を紹介し、こちらも未来の話で大変盛り上がる。

## 登場人物
声の項はテレビアニメ版の声優。名前の後の《英語名》表記は、主に漫画版2巻以降の裏表紙および表紙カバー中の記載内容より。

### 表世界（東方大陸）

#### ブリュンヒルド公国

##### 公王
望月 冬夜（もちづき とうや）《Mochizuki Touya》
声 - 福原かつみ
本作の主人公。北国（太平洋側）生まれ。特技はピアノ。得意教科は歴史。また、頭の回転が早く、頭がいい。好きな音楽は、母方の祖父、じいちゃんの影響を受け、1980年代頃の洋楽が好み。
物語開始時点では15歳の男子高校生だったが、神様が手違いで神雷（じんらい）を落とし、下校中偶然そこにいたことで神雷が直撃し運悪く死亡。非礼を詫びた神様によって本作の舞台である異世界に転生する。その際、所有していたスマートフォンを異世界でも使えるように頼む。また、「すぐ死んでしまっては生き返らせた意味がない」と身体能力などを底上げしてもらった結果、無尽蔵の魔力量、7属性魔法の全属性持ち、無属性魔法を使い放題というチート能力を持つことになる。さらに、慌てていた神様が彼の欠損部分を再生するときに元の世界ではなく神域の物質を使ったことで、世界神の眷属となり、神力にも目覚める。転生後の年齢は16歳→17歳→18歳。
基本的に物怖じせず、流れに身を任せるタイプ。それゆえに押しの強い人間にはつい従ってしまい、トラブルに巻き込まれることが多いが、その度に神様の手で神器化されたスマートフォンと、持ち前のチート能力を駆使して解決していく。
この世界では冒険者になった。レグルス帝国の反乱を鎮圧した後、ベルファスト王国とレグルス帝国より領土の一部を譲渡され、ブリュンヒルド公国を建国し公王に就任。同時に、冒険者ギルドで銀ランクに昇格、それから僅かの間に巨獣を討伐し、金ランクに昇格する。
普段は温厚でお人よしな性格だが、敵対者には容赦がなく（やりすぎて周りが引くほど）、害を成そうとした者達は、黒幕も含めて悲惨な末路を辿る。これは多忙な両親の代わりに面倒を見てくれた母方の祖父の影響を強く受けている。チート能力やフレームギアなど、個人が持つには強大過ぎる力を持つため、同盟を結んでいる国王達からは「野心家だったら、既に世界は征服されていた」、「その気になれば、国の一つや二つを簡単に滅ぼせる」と評されており、同時に「人が良い人間」であることを幸運と安堵されている。
自分に向けられた好意には非常に鈍く、ストレートに告白されるまで気付かない。婚約しているからデートをする必要は無いと考えるなど、愛情に対して無頓着な面もある。一方で他人の色恋沙汰には鋭く、何組かカップルを成立させている。
武器は、黒龍の角を素材として作成した、銃として使うと同時に刀身部分が短剣から長剣に変形可能な変形型銃剣・ブリュンヒルドで、同時にもう一挺作成した銃と共に愛用しているほか、無属性魔法【グラビティ】を【プログラム】したミスリル製の大剣などを作成・使用している。
冬夜専用のフレームギア・レギンレイヴは専用機の中で最も後に造られた万能型。それまでの専用機開発のノウハウが投入されており、冬夜の莫大で純粋な魔力にも対応している。

##### ヒロイン
仮の婚約者となっていたユミナは、冬夜に好意を寄せていたエルゼ、リンゼ、八重に一緒にお嫁さんになることを持ちかける。バビロンの遺産「庭園」を発見後、リンゼ、エルゼ、八重が冬夜に告白して受け入れられたことで4人が婚約者となった。その後、5000年前のバビロン博士の未来視により冬夜の嫁が9人であることが判明し、嫁会議では婚約者を9人とすることが既定路線となり、9人目の桜まで婚約者が増えていった。
冬夜は18歳になったら結婚すると約束するが、邪神への対策をしている最中にこの世界の1年が16ヶ月で、地球の時間では18歳になっていることが判明する。しかし安心して結婚出来る状況ではなかったため、邪神を討伐した後に結婚した。
冬夜達の間には順位は存在しないが、公的な序列は、ユミナが第一王妃、ルーシアが第二王妃、ヒルデガルドが第三王妃、以下スゥシィ、リーン、桜、リンゼ、エルゼ、八重である。彼女たちの間では、婚約した順にユミナ、リンゼ、エルゼ、八重、ルーシア、スゥシィ、ヒルデガルド、リーン、桜となっている。
結婚後の名前は、望月○○（例：望月ユミナ）および○○・ブリュンヒルド（例：ユミナ・ブリュンヒルド）となり、どちらを名乗ってもいい模様。
エルゼ・シルエスカ《Else》
声 - 内田真礼
リーフリース皇国コレットの町出身。拳闘士の女の子。冬夜の2歳年下で初登場時の年齢は14歳→15歳→16歳。銀髪のロングヘア。
リフレットの路地裏でチンピラ相手に、依頼の報酬を勝手に減額されて揉めていたところを、双子の妹のリンゼと共に冬夜に助けられた。その後冬夜と一緒に冒険するうちに冬夜に好意を抱き、彼に告白して三人目の婚約者となる。
口より先に手が出るストレートな性格でサバサバしているが、繊細で悩みをため込みやすい。可愛い物好きという一面（本人は似合わないと思っている）もある。冬夜との恥ずかしい展開になると手が出てしまう。「殴れない相手は苦手」という理由を含めて幽霊を怖がっている。辛い物には異常に強く、料理する時はなんでも激辛にしてしまう癖があり、リンゼによれば実家ではキッチンには絶対立たせなかったとのこと。
身体強化の無属性魔法【ブースト】を使え、肘まで覆うガントレット（手甲）を用いて肉弾戦を行う。ガントレットは冬夜と行動を共にするようになった当初に使っていた物が破損してから、一つは風属性により飛来物を逸らす防御重視の、もう一つは魔力蓄積により破壊力が増加する攻撃重視の魔法が付与された物を各一組購入し、以降はそれぞれ片手ずつ別々に装備（残りは予備に）している。冬夜の神化により眷属特性「闘神纏衣」に目覚める。
エルゼ専用のフレームギア・ゲルヒルデでは前衛で格闘戦を行う。
リンゼ・シルエスカ《Linse》
声 - 福緒唯
リーフリース皇国コレットの町出身。魔法使いの女の子。冬夜の2歳年下で初登場時の年齢は14歳→15歳→16歳。銀髪のショートヘア。
リフレットの路地裏でチンピラ相手に、依頼の報酬を勝手に減額されて揉めていたところを、双子の姉のエルゼと共に冬夜に助けられた。冬夜の魔法属性の適性を調べた後、冬夜からの頼みで文字の読み書きを教える。一緒に冒険するうちに冬夜に好意を抱き、彼に告白して二人目の婚約者となる。
人見知りなところがあり、大人しいが、ヒロインの中で最初に冬夜にキスをするなど、ここぞという時には大胆な行動に出る。姉のエルゼより胸が大きい（ただし、極端に大きいわけでもない）。甘いもの好き。裁縫が得意で自室をぬいぐるみで埋め尽くしてしまうほど。若干腐女子の気がある。
専用のワンドを持ち、火・水・光の3属性の魔法を使うことができ、主に遠距離攻撃や援護を担当する。冬夜がブリュンヒルドと同時に作成した銃を与えられているが、特に戦闘時に使っている描写はない。冬夜の神化により眷属特性「高速裁縫」に目覚める。
リンゼ専用のフレームギア・ヘルムヴィーゲは飛行することができ、戦場を飛び回って遊撃を行う。また、リーンのグリムゲルデと共に巨大魔砲「ブリューナク」の砲撃を担当する。
九重 八重（ここのえ やえ）《Yae Kokonoe》
声 - 赤﨑千夏
神国イーシェン・オエド出身。和服を着た女侍。冬夜の1歳年下で初登場時の年齢は15歳→16歳→17歳。黒髪のロングヘア。
冬夜たちがファッションキングザナックのオーナーであるザナックからの依頼で王都へ向かう途中、立ち寄った町でチンピラと揉めているところを冬夜たちに助けられた。一緒に冒険するうちに冬夜に好意を抱き、彼に告白して四人目の婚約者となる。
一人称は「拙者」、武士口調で喋る。家族思いで心優しく、性格は真面目。感受性が高いのか涙脆い。どこかずれているところがある。大食らい。普段はサラシを巻いていてわからないが、実はヒロインの中で一番の巨乳。
実家は剣術道場で、流派は九重真鳴流。後に今までの冒険の経験と剣神による教練、そして冬夜達神々の加護によって、父や兄を超えるほどの剣技を体得する。
武器は刀（日本刀）で、当初の物から刀身がミスリル製→フレイズ（水晶の魔物）素材製「透花（とうか）」と持ち替えている。
八重専用のフレームギア・シュヴェルトライテは軽装で太刀と脇差しを装備する。防御力は高くないが、敵を高速で斬り伏せることができる。エンデの竜騎士（ドラグーン）ほどではないが、高機動型。
ユミナ・エルネア・ベルファスト《Yumina》
声 - 高野麻里佳
ベルファスト王国第一王女。冬夜の4歳年下で初登場時の年齢は12歳→13歳→14歳。金髪のロングヘア。左が翠色、右が碧色のオッドアイで人の本質を見抜くことができる「看破の魔眼」を持っている。
父である国王がバルサ伯爵に毒を盛られ危篤状態であったが、冬夜の魔法によって救ってもらったことをきっかけに彼に一目惚れをし、結婚を申し込む。冬夜が18歳になった時に冬夜が彼女との結婚を考えられないならあきらめるという条件で婚約し、彼のもとに押しかけて行動を共にするようになり、「庭園」を発見後に正式に婚約者となった。
お人好しの冬夜は様々なやっかいごとに首を突っ込み、また公王になった彼に取り入ろうとする者も多いが、怪しい者は彼女の「看破の魔眼」によって排除されている。また、婚約者達のまとめ役で、 冬夜の婚約者達の会議、通称「嫁会議」議長。鍵開け（7つの特技のひとつらしい）で、冬夜の寝室に忍び込む茶目っ気も持つ。
風、土、闇の三魔法属性を持ち、弓矢が得意でリンゼと同じく遠距離を担当する。冬夜がブリュンヒルドと同時に作成した銃を与えられてからはそちらを愛用。冬夜の神化により眷属特性「未来視」に目覚める。
ユミナ専用のフレームギア・ブリュンヒルデでは狙撃による後方支援を行う。
ベルファスト王国王都の湖で見つかった白の王冠、イルミナティ・アルブスのマスターが1000年前のベルファスト王であったため、その子孫のユミナがサブマスターとなる。アルブスにはマスターの記憶を代償にすべてを無にする能力があるが、サブマスターには王冠の能力を発動させる権限は無くそもそも使うことができないため、ユミナの記憶が失われることはない。
スゥシィ・エルネア・オルトリンデ《Souci Elnea Ortrinde》
声 - 山下七海
ベルファスト王国オルトリンデ公爵令嬢で、ユミナの従妹にあたる。愛称はスゥ。冬夜の6歳年下で初登場時の年齢は10歳→11歳→12歳。ヒロイン達の中で最年少かつ最も小柄。金髪のロングヘア。
母であるエレン・エルネア・オルトリンデが5年前に患った大病の後遺症で失明してしまい、それを治す方法を調べていた祖母の屋敷からの帰り、王都へ向かう街道でバルサ伯爵が差し向けた召喚師が召喚した魔物に襲撃されているところを、たまたま近くを馬車で走っていた冬夜たちに助けられる。もともと冬夜に好意を持っていたが、リーニエ王国のザブンとの縁談を切掛に冬夜の六人目の婚約者となる。他の婚約者とは違い最年少であるために冬夜とは同居しておらず、オルトリンデ公爵邸から冬夜の造った転移鏡で足繁く通う。
祖母の影響で語尾に「〜のじゃ」が付き、一人称は「わらわ」と、少々大人びた話し方をする（所謂のじゃロリ）。わがままなところもあるが、好奇心旺盛でユミナ以上の行動力がある。
光属性魔法の適性がある。
スゥシィ専用のフレームギア・オルトリンデは防御力に優れている。また、三体のサポートメカ（高速飛行艇グングニル、弾丸装甲列車レーヴァテイン、万能地底戦車ミョルニル）と合体してオルトリンデ・オーバーロードに最終変形する。
リーン《Lean》
声 - 上坂すみれ
妖精族の長。長い寿命のせいか自分の正確な年齢を覚えておらず、自称612歳→613歳→614歳。
冬夜達がミスミド王国を訪れた際にポーラが連れてきた冬夜に興味を持ち、オリガに代わってミスミド大使としてベルファスト王国に赴き、冬夜がブリュンヒルド公国を建国すると、ブリュンヒルド公国駐留大使となった。他の婚約者ほど情熱的ではないが彼女なりに冬夜を慕うようになり、奴隷船襲撃で冬夜と帰りが遅くなった際「嫁会議」にて問い詰められ、八人目の婚約者となる。冬夜との婚約により、ミスミド王国大使を辞し、妖精族の長の座をミスミド王国宮廷魔術師エリスに譲って、ブリュンヒルド公国宮廷魔術師に就いた。
通常の妖精族は肉体の成長が10代後半から20代前半で止まるが、リーンはなぜか10代前半で成長が止まってしまい、小柄な身長のうえに少々起伏に乏しい少女の姿をしている。妖精らしく羽はあるが退化しており、僅かに浮遊するのが精一杯。
イタズラ好きで冬夜を窮地に陥れることも少なくない。他の婚約者たちよりも遥かに長く生きているからか、恋愛感情で暴走することは少ない。他の婚約者達と違い歳が冬夜と大きく離れている事が少しコンプレックスとなっている。
ベルファスト王国宮廷魔術師シャルロッテの師匠であり、闇属性魔法以外の六属性持ち。無属性魔法【プログラム】【トランスファー】【プロテクション】【ディスカバリー】が使える。200年間、熊のぬいぐるみであるポーラに無属性魔法である【プログラム】をかけ続けている。冬夜の神化により眷属特性「鑑定眼」に目覚める。
リーン専用のフレームギア・グリムゲルデはフレイズの殲滅を目的としておりバビロンから供給される砲弾を撃ち続けることが出来る。また、リンゼのヘルムヴィーゲと共に巨大魔砲「ブリューナク」の砲撃を担当する。
ルーシア・レア・レグルス《Lucia》
声 - 高木美佑
レグルス帝国第三皇女。愛称はルー。冬夜の4歳年下で初登場時の年齢は12歳→13歳→14歳。銀髪のショートヘア。同じ姫で同い年のユミナと特に仲が良い。
レグルス帝国でクーデターが発生した際、反乱軍の兵士に殺されかけているところを冬夜に助けられて一目惚れをし、五人目の婚約者となる。
婚約後に料理の才能が開花した。特に冬夜の好きな和食（イーシェン料理）に力を入れている。スマホのアプリとして様々な料理のレシピを公開しており、各国の王妃王女にファンが多く、調理を指示されている各国の宮廷料理人にも広く知られている。冬夜の神化により眷属特性「絶対味覚」に目覚める。
双剣の使い手。
ルーシア専用のフレームギア・ヴァルトラウテは装備を換装することで様々な状況に対応でき、遊撃を担当する。
ヒルデガルド・ミナス・レスティア《Hrdgard》
声 - 芹澤優
レスティア騎士王国第一王女。愛称はヒルダ。冬夜の1歳年下で初登場時の年齢は15歳→16歳→17歳。金髪のロングヘア。同じ剣士である八重と特に仲が良い。
村を襲うフレイズに騎士団を引き連れて対処しているとき、住民を逃がすのに精一杯だったところを冬夜に助けられ一目惚れをする。公国に祖父とともに訪問した際に、七人目の婚約者となった。
王女でありながら戦闘能力は高く、王女時代は騎士隊を率いており「姫騎士」と呼ばれている。騎士道精神があり、責任感が強い。ヒロイン達の中でバストサイズが八重に次ぐ大きさである。
レスティア流剣術の使い手。剣技は魔法無しの冬夜を上回る腕前になっている。
ヒルデガルド専用のフレームギア・ジークルーネは長剣を携えるほか、背中には対上級種用の巨大な大剣に変形する装備も備える。また、大きめの盾は、円錐状に変形して敵を粉々に粉砕する仕組みもある。
桜（さくら）/ファルネーゼ・フォルネウス《Sakura》
声 - 久保田未夢
イーシェンの山奥の川で冬夜が救った記憶喪失の少女。薄紅色の髪と菫色の瞳を持つ。彼女の髪色から冬夜が「桜」と名付ける。
その正体は魔王国ゼノアスの魔王の娘ファルネーゼ・フォルネウス。魔王族の証である王角（おうかく）を持たぬ忌み子であった為、桜の身を案じ存在しないことになっていた。しかし、10歳になった頃に王角が生え始め、魔力が兄妹の中で最も高くなってしまう。
ゼノアスでは魔力の高さで次期魔王が決まるため、第二王子の叔父セブルスの依頼を受けた「クラウ」に護衛のスピカ諸共襲撃され、右手右足を失うなどの重傷を負う。薄れゆく意識の中で完全に座標を指定していない無属性魔法【テレポート】を使ったことで、イーシェンの山奥の川に転移し、気を失い倒れている状態で冬夜に発見される。後数分発見が遅れていたら死亡していた可能性すらあった状態だったが、「錬金棟」の治療カプセルでの治療のかいもあって、手足は再生し刀傷も完治する。しかし、怪我を負わされた時のショックのせいか記憶を失っていた。
後にスピカと再会し、冬夜の無属性魔法【リコール】で記憶を取り戻すと同時に怪我を負った経緯を知ることとなる。この時既に冬夜に愛情が芽生えており、嫁連盟から婚約の許可を貰った後に冬夜と共にゼノアスに帰国。魔王である父に自分の意思を伝える。冬夜によってセブルスの犯行が判明し、彼の罪状を明らかにするために彼女の存在の公表と同時に冬夜との婚約も発表され、九人目の婚約者となった。
冬夜の3歳年下で初登場時の年齢は13歳→14歳→15歳。冬夜のことは「王様」と呼んでいる（自己紹介時に名前とともに公王の肩書きも名乗ったため）。あまり感情や表情を表に出さない。歌が上手く冬夜が歌って聴かせた曲は、一度聴いただけで覚え歌うことが出来る。さらに冬夜の神化により眷属特性「超聴覚」に目覚める。
水、闇、無の三魔法属性を持つ。召喚したニャンタロー（本来の名前はダルタニャン）に母親フィアナの護衛を任せ、またニャンタローはブリュンヒルド公国の城下町にいる猫たちを牛耳り、城下町の治安維持と情報収集に大いに貢献している。
桜専用のフレームギア・ロスヴァイセは支援用の機体で、歌唱魔法により、味方のアシストを行ったり、敵の動きを妨げたりすることができる。

##### 召喚獣等
ポーラ《Pora》
大きさが約50cmの熊のぬいぐるみ。
何の変哲もない、単なる綿が詰まったぬいぐるみなのだが、リーンが200年に亘って無属性魔法【プログラム】を無数にかけ続けており、時にシャドーボクシングをしたり、冬夜が心の中でツッコミを入れるほどの表情豊かな動きを見せるなど、まるで生きているかのように動く。また、当初にかけた無属性魔法【プロテクション】の効果で、200年経っていると思えない良好な状態を保っている。リーン曰く、「【プログラム】した覚えのない行動までするようになった」とのこと。
【プロテクション】によって水による浸水や埃による汚れなどの影響を一切受けないため、海水浴にも水着（赤と白のボーダー柄）を着て参加している（が、海に入ろうとすると、ぬいぐるみの為軽いので小さな波の力で押し返され、浜辺に戻されてしまう）。
琥珀（こはく）
声 - 甲斐田ゆき
冬夜が初めて闇属性魔法を使い召喚した召喚獣。秋と金属・西方と大道を司るもの。
白帝と呼ばれる神獣。「獣の王」。冬夜はオスだと思っていたが、実際はメスであることが後に判明する。
召喚された際、自分に対し冬夜が持っている魔力をぎりぎりまで注ぎ込み、最低限の質と量があれば契約を考えると述べるが、いざ魔力を注ぎ込まれると冬夜の莫大な魔力量に耐えられず気絶。冬夜の【キュアヒール】で回復すると主従契約を行い、琥珀と名付けられる。
通常召喚獣は召喚主の魔力を節約するため、必要に応じて顕現し力を貸すのだが、冬夜の膨大な魔力により顕現し続けている事が出来る。しかし街中を大きな虎の姿で歩き回るのは問題であるため、普段は小型犬サイズの子虎の姿になっている。人の言葉で会話が可能だが、不用意に喋ると周囲を驚かせてしまうため、当初は周囲に琥珀が喋ることを知っている者しかいない状況でなければ、人前で話さないようにしていた。ブリュンヒルド公国建国後は「もう今さら」ということで人と話すことを冬夜から許可されている。
黒曜&珊瑚（こくよう&さんご）
声 - 二又一成（黒曜）、松井菜桜子（珊瑚）
冬夜の召喚獣・その二。冬と水・北方と高山を司るもの。
玄帝と呼ばれる神獣。「鱗の王」。大型の亀と、それに何重にも巻き付いた黒色の大蛇の二匹で一組となっている。水を操ることができる。
冬夜の魔力と琥珀の霊力を混ぜて召喚。二匹と戦って夕方まで立っていることができたら主従契約を行うという約束だったが、冬夜の無属性魔法【スリップ】で延々と転ばされ続けて降参する。主従契約を結び、黒色の大蛇が黒曜、大型の亀が珊瑚と名付けられる。性別は黒曜がいわゆるオネエ系のオスで、珊瑚はメスである。
琥珀と同じように顕現し続けており、普段は小型の蛇と亀と言った姿になり、宙を浮かびながら移動する。
紅玉（こうぎょく）
声 - 桑島法子
冬夜の召喚獣・その三。夏と炎・南方と湖畔を司る者。性別はメス。
炎帝と呼ばれる神獣で「鳥の王」。冬夜の魔力と琥珀、黒曜&珊瑚の霊力を混ぜ合わせて召喚される。落ち着いた性格であり唯一試練を行わないで主従契約を結び、紅玉と名付けられる。
外見は派手だが、普段はオウムほどの大きさで城の中や公国内を飛び回っていることが多い。冬夜が召喚した鳥達を「バビロン」の入り口と思われる遺跡を発見させるために調査に出しており、その鳥達の統括を行っている。
瑠璃（るり）
冬夜の召喚獣・その四。春と木・東方と大河を司る者。
蒼帝と呼ばれる神獣。「竜の王」であり「鱗の王」でもある。冬夜の魔力と琥珀、黒曜&珊瑚、紅玉の霊力を混ぜ合わせて召喚される。
琥珀とは半ば喧嘩友達のような関係であり、顔を合わせる度に口喧嘩を繰り広げている。召喚された際に、琥珀、黒曜&珊瑚、紅玉が常時顕現していることに気が付かず、琥珀の煽り言葉に乗せられて、冬夜と勝負するが、開始早々に無属性魔法である【グラビティ】で押し潰されて音を上げる。主従契約を結び、身体の色からラピスラズリの和名である瑠璃と名付けられる。
瑠璃もまたメスであり、普段は大型の鳥ほどの大きさでいることが多いが、時として本来の大きさに戻り冬夜を乗せて飛び回ったり、竜語の解らない冬夜のために竜語の通訳を行うこともある。
ダルタニャン
桜の召喚獣。ブリュンヒルド内の猫を牛耳って城下町の警備をしながら、桜の母親のフィアナの護衛も務める。
パーラ
リーンの娘のクーンが開発した、ポーラにそっくりな小型ゴレム。貯金箱の機能も持つ。
ポーラとの違いはゴレムだけあって、簡易的ではあるが電撃や電気爪などの戦闘能力も持つ。

##### カミサマーズ
望月 花恋（もちづき かれん）
声 - 堀江由衣
恋愛神。恋愛に付きモノの、お約束事のあれこれを演出したりしている。語尾に「〜なのよ」がつくのが口癖。
従属神の捕獲のために地上に降り、冬夜の姉を名乗る。仕事柄、他人の心を読むのに長けており、冬夜が彼女に対して失礼な想いを抱いた際には十中八九報復している。また、「俺、これが終わったら結婚するんだ。」という奴は結婚できないようにしている。
冬夜には「たまたまお風呂で着替えを覗いてビックリ！」をプロデュースした。
望月 諸刃（もちづき もろは）
剣神。恋愛神の補佐のために地上に降り、大樹海で行われた「剪定の儀」に一つの部族に混ざって試合に参加していた。
冬夜の2番目の姉を名乗り、ブリュンヒルド騎士団の剣術顧問に就く。冬夜でも軽く倒される程強い。
望月 時江（もちづき ときえ）
時空神にして上級神。フレイズの侵攻によってボロボロにされた世界の結界を修復する為に冬夜の祖母として地上に降りる。編み物が得意。
望月 耕助（もちづき  こうすけ）
農耕神。新神である冬夜の補佐のために地上に降り、アイゼンガルドの神魔毒を浄化する「神樹」を作り上げた。
冬夜の叔父を名乗り、城下で農業を営んでいる。
望月 狩奈（もちづき かりな）
狩猟神。冬夜の補佐のため地上に降り、冒険者業に勤しんでいる。
冬夜の従姉を名乗る。冒険者ランクは銀。
望月 奏助（もちづき  そうすけ）
音楽神。冬夜の補佐のために地上に降り、城下で演奏をしている。感情によって曲調が変わる。
冬夜の従兄を名乗る。
望月 酔花（もちづき  すいか）
酒神。冬夜の補佐のため地上に降り、酒場で飲んだくれている。
冬夜の従妹を名乗る。
望月 武流（もちづき  たける）
武神。冬夜の補佐のため地上に降り、エンデとエルゼに稽古をつける。
神器を盗んだエンデをボコボコにした張本人。冬夜の叔父を名乗る。

##### バビロンシスターズ
「空中要塞バビロン」の管理端末としてバビロン博士の作り出した魔法生命体と機械の融合体。博士の人格がベースになっており、冬夜曰く「まともなのがいない」。マスター登録の条件として、全属性持ちであること。シスターズの提示する試練を乗り越えること。口腔粘膜からのDNA採取（主にディープキス）である。全員が「でス」「ましタ」など、言葉（主に語尾で、時に語中の事もある）の一部がカタカナで表記される。
フランシェスカ《Francesca》
声 - 大久保瑠美
機体ナンバー23。通称シェスカ。バビロンの遺産「庭園」の管理人であり冬夜が最初に出会ったバビロンシスターズ。ベース人格は好奇心（冬夜や、他のシスターズ達からは「獣欲」と言っても差し支えないと言われている）。
バビロンに来た冬夜を、試練と称して下半身がパンツのみの状態で出迎え、その時適切な行動をしたためマスターと認めた。アニメ版では周囲の草で下半身が隠されていた。
望月家のメイドとして働き、冬夜の世話係を担当する。冬夜からはエロロボ子扱いされており、彼女のエロジョークに冬夜は辟易している。抑揚の少ない彼女の声は聞いていてあまり気が散らないという理由から、スマートフォンに取り込んで自動音声として活用している。
ハイロゼッタ《Hairzuta》
声 - 朝日奈丸佳
機体ナンバー27。通称ロゼッタ。バビロンの遺産「工房」の管理人。ベース人格は創造欲。語尾に「でありまス」を付ける口癖がある。
バビロンに来た冬夜に、試練と称して離れた場所からスカートの中身を当てるという問題を課した。なお、肝心の中身は冬夜曰く「透明（つまりノーパン）」だった。
フレームギアの整備責任者で、新型フレームギアの設計図を元に専用機を整備するなど各種の開発も手がける。
ベルフローラ《Brufror》
声 - 金元寿子
機体ナンバー21。通称フローラ。バビロンの遺産「錬金棟」の管理人。ベース人格は献身。バビロンシスターズの中で最も胸が大きい。語尾に「でスの」を付ける口癖がある。
バビロンに来た冬夜に対して、試練と称して自分の胸を揉ませ、反応が適切と判断してマスターと認めた。
媚薬から自白剤まで怪しい薬をなんでも作る（ポーションなど普通のクスリも作ることは可能だが、発見当時は一切保管されていなかった）。
フレドモニカ《Fredmonica》
声 - 花井美春
機体ナンバー28。通称モニカ。バビロンの遺産「格納庫」の管理人。ベース人格は誠実心。バビロンシスターズの中で最も小柄。粗暴な性格で、他のバビロンシスターズと異なり敬語を使わずタメ口で話す。
バビロンに来た冬夜に対して、試練と称していきなり襲い掛かるが、「スリップ」と「シールド」で軽くあしらわれただけで降参。冬夜をマスターと認めた。
フレームギアの管理責任者で、ロゼッタとともにフレームギアの整備を行う。すぐに抱きついてくるティカのことが苦手。
プレリオラ《Prerior》
声 - 佳原萌枝
機体ナンバー20。通称リオラ。バビロンの遺産「城壁」の管理人。ベース人格は慈愛。
バビロンシスターズの中で初めて試練を課さず、いきなり冬夜をマスターと認めた。
ノエルが基本的に食事をしては寝てばかりのため、その世話をしている。
パメラノエル《Pmraner》
声 - 和多田美咲
機体ナンバー25。通称ノエル。バビロンの遺産「塔」の管理人。ベース人格は睡眠欲。
寝てばかりで、めったに地上には降りてこない。
バビロンに来た冬夜に対して食事と寝る場所の提供を求め、それを対価にマスターと認めた。
527年前に地上の「塔」への転送リングが火山の爆発によって消滅し地上からアクセスできなくなったため、374年前に「城壁」とドッキングし、常に「城壁」と共に行動している。
イリスファム《Irisfamu》
機体ナンバー24。通称ファム。バビロンの遺産「図書館」の管理人。ベース人格は知識欲。
活字中毒者で常に本を読んでおり、めったに地上には降りてこない。
リルルパルシェ《Rrereprce》
機体ナンバー26。通称パルシェ。バビロンの遺産「蔵」の管理人。ベース人格は向上心。
かなりのドジっ娘で、ブリュンヒルド公国建国から320年ほど前に誤って「蔵」の壁を破壊し、各種のアーティファクトを落下させてしまう。落ちたアーティファクトは各所に多大な影響を及ぼし、「不死の宝玉」がイーシェンの武田滅亡のきっかけを作り、「吸魔の腕輪」と「防壁の腕輪」がレグルス帝国にクーデターを起こす原因を作るなどした。
アトランティカ《Atrntek》
機体ナンバー22。通称ティカ。バビロンの遺産「研究所」の管理人。
5000年前、最もバビロン博士の研究を手伝っており、シェスカ以降のバビロンナンバーズを作ったほか、ナンバーズのメンテナンスを担当していた。スゥシィやモニカが危機感を抱くほどの幼女趣味。マスター登録と称してキスを行うバビロンシスターズの中で唯一、冬夜とキスをしておらず、綿棒をつかってDNA採取を行っている。
レジーナ・バビロン《Rzen Babirn》
声 - 寿美菜子
古代国家パルテノ聖王国の天才魔工学者兼魔工技師の20代前半の女性。一人称は「僕」全属性の魔法属性を持つ。ただし変態。様々なアーティファクトを作り、5000年前のフレイズ侵攻に対してフレームギアを開発した。アーティファクト「未来視の宝玉」で冬夜を未来視し、彼のためにバビロンの遺跡を残す。
「研究所」でナンバー29の機体に脳を移植し、冬夜が魔力を注入することで覚醒した。新型フレームギアの開発や様々な魔法具の開発を行う。現在の体はナンバー29のものであるため10歳くらいの外見だが、中身はエロ親父である。冬夜がいた地球の技術に興味を持ち、スマートフォンの複製に協力した。

##### 公国関係者
高坂 政信（こうさか まさのぶ）
声 - 樫井笙人
神国イーシェンの武田四天王の一人。完助が武田を支配していた時は、あえて従うふりをして配下の椿を使いに出して武田奪還の機会を窺っていた。後に、克頼のあまりの無能さに武田の未来はないと判断すると、椿らの身を案じて強引に解雇した。
武田家改易後はブリュンヒルドに仕官し、宰相となる。冬夜が国政全般を委託する程能力は高く信頼も厚い。良くも悪くも冬夜の破天荒さに振り回されている。
ライム《Raim》
声 - 西村知道
オルトリンデ公爵家の家令であるレイムの兄。ベルファスト国王陛下の世話係だったが、息子に役目を譲り引退していた。冬夜がベルファスト国王から屋敷を拝領後に、ユミナの紹介で望月家の家令となる。
ベルファスト王からの秘密裏のユミナの身辺警護も承知のようで、上手く差配している模様。
ラピス《Rapis》
声 - 茜屋日海夏
望月家にメイドギルドから派遣されたメイド。黒髪のボブカット。
正体はベルファスト王国の諜報部隊「エスピオン」の一員で、秘密裏のユミナの身辺警護のため、望月家のメイドとなる。当初冬夜はそのことを知らなかったためセシルと共に身辺警護中に敵と見間違われて捕縛され、「エスピオン」について説明することとなった。
ブリュンヒルド建国後に「エスピオン」を辞め、ブリュンヒルド公国所属になった。
セシル《Susir》
声 - 米澤円
望月家にメイドギルドから派遣されたメイド。明るい茶髪で、かなりの巨乳。
ラピスと同じく正体はベルファスト王国の諜報部隊「エスピオン」の一員で、秘密裏のユミナの身辺警護のため、望月家のメイドとなる。特技は投げナイフ。当初冬夜はそのことを知らなかったためラピスと共に身辺警護中に敵と見間違われて捕縛される。
ブリュンヒルド建国後に「エスピオン」を辞め、ブリュンヒルド公国所属になった。
レネ《Rene》
声 - 青山吉能
ベルファスト王国の王都でスリをして生計を立てていた孤児の女の子。8歳。
母親は自分を産んですぐに亡くなり、冒険者の父親は魔獣討伐に向かって帰ってこなかった。冬夜の財布をスッた後、同業者に絡まれたところを冬夜に助けられ、冬夜の計らいで、更生と監視を名目に望月家のメイドになる。アニメ版では冬夜の財布はスっておらず同業者に絡まれたところを冬夜に目撃されており、何をスったのかは不明。
実は帝国初代皇帝から仕える「帝国十二剣」の一つリエット家の長女ステファニー・リエット（通称ステフ）の娘。叔母のキャロラインと祖母のメアリーに出会い一族の一員として迎えたいという申し出もあったが、本人の意思でメイドを続ける。冬夜からもらった「ゲートミラー」で祖母と文通している。
同年代のスゥと仲良く、魔法修行など一緒に行う。ラピスとセシルから戦闘術も仕込まれている模様。
フィアナ・フォルネウス
桜の母。フェルゼン出身。ファルネーゼ（桜）が暗殺されたと聞き、身を寄せていたフレンネル家にて心身衰弱しつつあったが桜との再会と冬夜の魔法により復調し、娘と共に魔王の反対を押し切りブリュンヒルドに移り住む。
子供の教育の必要性を感じた冬夜が学校設立を企画したのを機に教員を頼み、校長に就く。

##### 騎士団
レイン→レイン・ネザーランド
声 - 平山笑美
赤毛で小柄な兎の獣人。ミスミドの兵士でミスミドへ向かう道中で一緒だった。この際、冬夜が黒竜を倒した時、本当に凄い人だと感動する。
ブリュンヒルド公国が建国されると、リーンに頼み騎士になるべくノルエ、ニコラと共にブリュンヒルドへやってきた。人見知りなところがあったが、騎士団を募集する時にノルエとニコラに推され騎士団団長に就く。騎士団第二期募集時に「ネザーランド」の姓を与えられる。
中性的な外見の女性で、リーンから明かされるまで冬夜に男性と勘違いされていた。
ノルン→ノルン・シベリア→ノルエ・シベリア
狼の獣人。ミスミド大使のオリガをミスミドに送り届ける時のミスミド側の護衛隊長だったガルンの妹。ブリュンヒルド公国が建国されると、レイン、ニコラとともにブリュンヒルドへ仕えにきた。
人当たりは良いが大雑把な性格。騎士団を募集する時に騎士団副団長となり、騎士団第二期募集時に「シベリア」の姓を与えられる。元々の名前は「ノルン」だったが、黒の王冠のマスター「ノルン・パトラクシェ」と被るので本来の発音に近い「ノルエ」に改名した。同じ名前だったからか二人の「ノルン」は仲が良い。
ニコラ・ストランド
狐の獣人。ミスミド大使だったオリガの従兄弟。ブリュンヒルド公国が建国されると、レイン、ノルンとともにブリュンヒルドへ仕えにきた。
真面目だが融通が効かない性格。客観的に自分たちを見ることができる。騎士団を募集する時に騎士団副団長となった。
椿（つばき）
声 - 小林ゆう
神国イーシェンの武田四天王、高坂政信配下のくノ一。リーンがセクハラしたくなるほどのプロポーションの持ち主。完助から武田を奪還するために密使として徳川の元に訪れ、冬夜とリーンを連れて館に戻って馬場たちを救出する。
武田に未来は無いと判断した高坂に解雇され、一族を連れてブリュンヒルド公国にやってくる。ブリュンヒルドでは諜報機関の長を務める。
スピカ・フレンネル
ブリュンヒルド騎士団騎士。ゼノアス出身でファルネーゼ（桜）の護衛をしていたダークエルフ。
ブリュンヒルド公国の城下町で、魔族しか罹らない病「魔硬病」を患い半ば行き倒れているところを桜に発見され、そのまま宿屋「銀月」へ運び込まれる。冬夜の無属性魔法【リカバリー】で、無事に「魔硬病」は完治した。
「魔硬病」から救ってくれた冬夜に対して忠誠を誓い、ブリュンヒルド騎士団に入団する。後に、桜がファルネーゼだと知ると、感涙にむせびながら自分の家名を明かす。
フレンネル家は盾を使う武術を得意としており、諸刃曰く、スピカは盾神の加護を受けているらしい。
馬場 信晴（ばば のぶはる）
声 - 浜田賢二
神国イーシェンの武田四天王の一人。巨漢の髭の老人。豪快だが四天王最年長らしく落ち着いた判断もできる。完助によって山県と内藤とともに牢に閉じ込められていたが、冬夜たちに救出される。冬夜のことは「小僧」と呼んでいる。
武田家改易後にブリュンヒルドに仕官し、レインたちを稽古で三人を扱いている。騎士団発足とともにご意見番に就く。
世界祭の武術大会で本選まで残る実力者。
内藤 正豊（ないとう まさとよ）
声 - 岸尾だいすけ
神国イーシェンの武田四天王の一人。穏やかな顔をした人。逆に周りから心配されるほど落ち着きを持っている。
武田家改易後にブリュンヒルドに仕官し、農林・建設関係の長となる。冬夜曰く、内藤がいなかったら今のブリュンヒルドはここまで成長しなかったと言わしめるほどの内政の辣腕家である。
山県 政景（やまがた まさかげ）
声 - 伊藤健太郎
神国イーシェンの武田四天王の一人。全身傷だらけで目付きが鋭い。兄貴肌の好漢だが猪突猛進気味。冬夜のことは「大将」と呼んでいる。
武田家改易後にブリュンヒルドに仕官し、騎士団発足とともに戦闘教官となる。
猿飛 焔（さるとび ほむら）
ブリュンヒルド騎士団諜報部隊所属のショートカットの元気っ子。かなり遠くの物が見える魔眼の持ち主。イーシェン出身のくノ一で体術を得意とする。仕えていた真田家がお取り潰しとなったところ、椿が声をかけて騎士団第二次募集に応募し採用された。
レベッカ
声 - ブリドカットセーラ恵美
3人組のリーダー格で冒険者の美女。ローガンとウィルを助け合う仲間思いの持ち主でもある。サンドラ王国で奴隷にされた人々を救出し、国外逃亡の最中でダビ砂漠にてフレイズに襲われたところで冬夜達に助けられ、ベルファスト王国に身を寄せた後、読書喫茶月読では警備責任者を担当し、ブリュンヒルド公国誕生後は騎士団に志願した。
ローガン
声 - 駒田航
3人組の参謀格で冒険者の青年。レベッカと行動を共にする仲で冷静な判断の持ち主でもある。サンドラ王国で奴隷にした人々を救出を果たし、国外逃亡を最中でダビ砂漠にてフレイズに襲われるが冬夜達に助けられ、ベルファスト王国に身を寄せた後、読書喫茶月読では警備を担当し、ブリュンヒルド公国建国後はレベッカに誘われる形で騎士団に志願し、引き続き彼女の補佐を担当した。
ウィル
声 - 田中あいみ
3人組のしっかり者で冒険者の少年。レベッカと行動を共にする仲で新人だが未熟な点はあるが努力家でもある。サンドラ王国で奴隷にされた人々を救出を果たし、国外逃亡の最中でダビ砂漠にてフレイズに襲われるが冬夜達に助けられ、ベルファスト王国に身を寄せた後、読者喫茶月夜では警備を担当するが慣れない一面がある。彼の亡き祖父は無属性魔法の「グラビティ」を使いこなせたが本人は使えないが冬夜に教わったお礼として、ベルファスト王国のニール騎士団長（声 - 宇垣秀成）による剣術指導と戦闘訓練を受ける事になった。ブリュンヒルド公国建国後はレベッカとローガンを追う様に騎士団に志願した。

##### 城下町
ミカ《Mika》
声 - 原紗友里
リフレットの宿屋「銀月」の看板娘。ドランの娘。年齢は20歳前後。姉御肌で、赤毛のポニーテール。料理がうまく、冬夜から王都引越時に地球の料理道具と料理レシピを譲られる。
後にブリュンヒルド公国にスカウトされ、国営による宿屋「銀月」2号店の店主となった。宿屋はかなりの繁盛店となっている。
ドラン《Drann》
声 - 金光宣明
リフレットの宿屋「銀月」の店主。ミカの父親。バラルとは顔見知りで冬夜から将棋のやり方を教わり、温泉を観光名所として繁栄させた。
アエル《Aeru》
声 - 吉岡茉祐
リフレットの喫茶店「パレント」のオーナー。バラルの妻。冬夜から（地球の）お菓子の作り方を教わり、メニューに取り入れた。後に妹夫婦に本店を譲り、2号店をブリュンヒルドに出店する。
なお名前は著者が在住している宮城県仙台市に実在する施設アエルに由来する。
バラル《Braru》
声 - 堂坂晃三
リフレットの喫茶店「パレント」のマスター。アエルの夫。ドランとは顔見知りで冬夜から将棋のやり方を教わり、更に温泉を楽しむ仲でもある。
レリシャ・ミリアン
冒険者ギルドのギルドマスターの一人。エルフの女性。エルフラウ王国の女王フォルトゥーナ・ティエラ・エルフラウの姪。
ブリュンヒルド公国に冒険者ギルドを開設をし、ギルドマスターとして本拠地を設ける。即決即断な優秀なギルドマスターで冬夜からの信頼も厚い。

##### 未来から来た子供達
未来のブリュンヒルドで時元震が発生、巻き込まれた冬夜やエンデの子供達が時江のナビにより現世に来る。冬夜の子供達は無属性魔法が使える。年齢は転移時のもの。
アリステラ《Aresutura》
エンデとメルの娘。通称はアリス。6歳。最初に転移してきた。
フレイズの核状態ではなく人間と同じように産まれてきた。メルの「薔薇晶棘（プリズマローズ）」が使える。
口が軽い。武闘士でエルゼが武術の師匠。冬夜の息子の久遠が好きで、将来は久遠の嫁になることを望んでいる。
八雲（やくも）
冬夜と八重との間の娘。長女。11歳。未来での金ランク持ち。2番目に転移してきた。
【ゲート】が使える。冬夜の子供の中で最初に転移してきたが、冬夜達の元へ向かわずにそのまま武者修行に出て行方知れずに。修行好きなのは八重似である。
フレイガルド《Fureigarudo》
冬夜とヒルデガルドとの娘。通称はフレイ。次女。11歳。未来での金ランク持ち。4番目に転移してきた。
【ストレージ】と【パワーライズ】が使える。【ストレージ】には冬夜が造った【アポーツ】などの魔法が付与された武器が百以上収められており、臨機応変に武器を変えて戦う戦闘スタイル。語尾に「～んだよ」と付けて話すのんびりとした様子だが、ヒルダ譲りの騎士道精神に溢れ、正義感は強い。クーン曰く「姉妹弟の中で怒らせたら一番怖い」とのこと。なぜか食いしん坊。
クーン《kunn》
冬夜とリーンとの間の娘。三女。10歳。3番目に転移してきた。
実母のリーンと同じく、闇属性魔法以外の六属性持ち。無属性魔法は【ミラージュ】【モデリング】【エンチャント】【プログラム】が使える。リーン譲りのいたずら好き。魔工学に興味を示し初期タイプのフレームギアの専用機（ヴァルキュリア）を見て興奮している。ポーラそっくりのゴレム「パーラ」を製作している。
ヨシノ《Yosuno》
冬夜と桜との間の娘。四女。9歳。7番目に転移してきた。
火と風の属性持ち。無属性魔法は【テレポート】【アブソーブ】【リフレクション】が使える。自由奔放で熱しやすく冷めやすい性格。みんなでお茶をしているときに救援要請のために【テレポート】で移転してきた。
アーシア《Aasia》
冬夜とルーシアとの間の娘。五女。8歳。6番目に転移してきた。
【サーチ】と【アポーツ】が使える。料理、お菓子作りが得意。お父さんっ子で冬夜のことが大好き。母親のルーシアのことも大好きだが、認められたいがゆえに突っかかってしまい、現在のルーシアにも対面して早々に料理対決を挑む。目的のためには手段を選ばないところがある。
エルナ《Eruna》
冬夜とエルゼとの間の娘。六女。7歳。リンネと共に5番目に転移してきた。
【マルチプル】【リカバリー】【ブースト】が使える。エルゼ・リンゼ姉妹とは逆転していて、叔母のリンゼのように人見知りなところがあり、魔法主体で戦う。また料理が作れ、エルゼのように何でも激辛にするようなことはない。リンネと共にミスミドに転移してきて、ミスミドの武術大会を観戦していた。
リンネ《Rinnu》
冬夜とリンゼとの間の娘。七女。7歳。エルナと共に5番目に転移してきた。
【グラビティ】と【シールド】が使える。エルゼ・リンゼ姉妹とは逆転していて、伯母のエルゼのような強気な性格で、格闘スタイルを取る。エルナと共にミスミドに転移してきたが、スマホをガウの大河に落としてしまい、連絡が取れず困っていた時に、ミスミドの武術大会のことを耳にして、ミスミド王に頼るついでに武術大会に参加していた。エルゼと同じく、何でも激辛にする癖がある。
久遠（くおん）
冬夜とユミナとの間の息子。6歳。唯一の子息。祖父の名前から取られた。
「七つの魔眼」を持つ。無属性魔法は【スリップ】【パラライズ】が使える。冬夜と同じくトラブルに遭いやすい。
ステファニア《Sutefuanea》
冬夜とスゥシィとの間の娘。通称はステフ。末女。5歳。
無属性魔法は【プリズン】【アクセル】を使える。【プリズン】と【アクセル】を併用し、自分が大砲の弾になったかの如く相手に超高速で体当たりをする「ステフロケット」という技が使える。防御特化型。姉妹兄弟からは落ち着きが無いと言われており、冬夜にも愛情表現としてよく体当たりをする。

#### ベルファスト王国

##### 王都
トリストウィン・エルネス・ベルファスト
声 - 中田譲治
ユミナの父。ユエルの夫。アルフレッドの兄。ベルファスト王国国王。善政を敷いており、ベルファスト王国は比較的平和な国となっている。
バルサ伯爵の謀略によって毒を盛られ、生死を彷徨っているところを冬夜の魔法【リカバリー】によって回復する。ユミナが冬夜との結婚を申し出たときは二つ返事で承諾し、冬夜が王位を継承することを望んでいた。後にヤマト王子が誕生した際は冬夜に名付け親になってもらった。
ユエル・エルネス・ベルファスト
声 - かかずゆみ
ユミナの母。トリストウィンの妻。ベルファスト王国のお妃。ユミナが冬夜の婚約を決意した際に心から喜んだ。その後は2人目の子を妊娠し、後のヤマト王子を出産した。
アルフレッド・エルネス・オルトリンデ
声 - 楠大典
スゥシィの父。エレンの夫。ベルファスト王国の公爵。トリストウィン国王の弟。外交官。
娘と同じく好奇心旺盛。新しい物好き。身分や種族に囚われない公明正大さを持つ。後にエドワードを出産した際には涙を流しながら喜んだ。
エレン・エルネス・オルトリンデ
声 - 矢野亜沙美
スゥシィの母。アルフレッドの妻。
5年前、目の病気にかかり一命は取り留めたが視力を失った。しかし、冬夜の魔法【リカバリー】により視力が回復し、涙を流しながら喜んだ。その後は2人目の子を妊娠し、後のエドワードを出産した。
シャルロッテ《Sarurotu》
声 - 桑原由気
ベルファスト王国宮廷魔術師。無属性、闇属性以外の5つの魔法属性持ち。師であるリーンの事を「鬼師匠」と言っており、彼女と逢う事に恐怖している。
古代精霊言語を研究しており、冬夜は無属性魔法を組み合わせて作った古代精霊言語を読める「翻訳メガネ」を渡す。数え切れないほどある資料の解読が追いつかず、冬夜から助手のための「翻訳メガネ」を追加で3つ入手して研究を続けた。精霊王になった冬夜の手引きで念願だった正しい精霊魔法を覚える。
レイム《Reim》
声 - 西村知道
オルトリンデ公爵家家令。兄・ライムと共に王家に代々仕えてきた。
スゥシィが祖母の屋敷からの帰りの街道で、バルサ伯爵が差し向けた刺客の襲撃に遭い、その際に矢を胸に受けてしまい瀕死の重傷を負うが、冬夜の魔法【アポーツ】と【キュアヒール】によって命を助けられる。
レオン・ブリッツ将軍
声 - 安元洋貴
ベルファスト王国軍最高司令官。リオンの長男。
勇猛果敢で王族からの信頼が厚い。優秀な軍人でありながらも人格者としての一面がある。
リオン・ブリッツ
声 - 斉藤壮馬
第一騎士団所属。レオン将軍の次男。
ミスミド王国大使のオリガをミスミドに送り届ける際にベルファスト側の護衛隊長を務める。ミスミドに滞在している間に冬夜の後押しでオリガと付き合い始め、結婚する。両家の家風と信条により、結婚資金や新居購入資金獲得のために盗賊退治など奮闘する。
バルサ伯爵
声 - 石井康嗣
ベルファスト王国伯爵。国王の側近。
ミスミド王国の同盟に賛成する国王には心から良く思っていない。実はスゥの暗殺を企んだ黒幕であり。また獣人に対して偏見的な考えを持つ人物。同盟締結を阻止するべく国王に毒を盛らせて、ミスミド王国大使のオリガに罪を被せてようとするが冬夜の活躍により失敗した末に悪事が暴かれ、逃亡をはかるも冬夜の魔法【スリップ】により転倒し、そのまま御用となった。

##### リフレットの町
ミカ
詳細はミカを参照。
アエル
詳細はアエルを参照。
ザナック・ゼンフィールド
声 - 鈴木琢磨
冬夜が異世界で初めて出会った人物。リフレットの服飾店「ファッションキングザナック」のオーナー。
リフレットの町を目指して街道を歩いていた冬夜を馬車で追い抜きざまに見掛け、彼が着ていた制服に興味を抱き声を掛け、彼に似合う服と金貨10枚で買い取る。それが縁となり、冬夜から彼のスマートフォンで収集した地球の服の画像を無属性魔法【ドローイング】で紙に転写した物を譲り受け、それを元に多種多様な服と水着を制作している。
後にブリュンヒルド公国内に「ファッションキングザナック・ブリュンヒルド支店」を出店する。

#### ミスミド王国
ジャムカ・ブラウ・ミスミド
声 - 稲田徹
ミスミド王国国王。雪豹の獣人。無属性魔法【アクセル】の使い手。
自由奔放で戦い好きな性格で、政務を放り出しては戦士団の訓練に参加して戦士たちをぶちのめしたり、予算を考えずに国上げての武闘大会を開こうとしたり、お忍びで城下町に下りてチンピラ達を懲らしめたりなどをしており、その度にグラーツや家臣たちから小言を言われ続けている。
オルバ・ストランド
声 - 伊原正明
オリガ、アルマ姉妹の父。狐の獣人の壮年の男性。
かなり大きな交易商会を営んでおり、商売に繋がる話には敏感で、冬夜が思いついた（地球に元から在った将棋を始め自転車やベーゴマ、野球用具などを復元した）物を、ブリュンヒルド公国に開いた支店を窓口に、他国にも在る支店を介して売り上げを伸ばしており、その一部をアイディア料として冬夜に支払っている。
無属性魔法【ゲート】に似た効果をもつ魔道具（移動制限1人のみ、使用制限1日1回）で様々な国を行き来している。
オリガ・ストランド
声 - 井上喜久子
ミスミド王国の元ベルファスト王国駐在大使。狐の獣人の女性。
バルサ伯爵によって国王暗殺の濡れ衣を着せられそうになるが、冬夜によって疑いが晴れる。
ミスミド帰還時にベルファスト側の護衛隊長だったリオンと恋仲になり、後に結婚する。
アルマ・ストランド
声 - 井上ほの花
オリガの妹。ユミナと同い年。狐の獣人の少女。
ベルファストの王都で迷子になっていたところを冬夜たちと出会い、無事にオリガの元に連れて行ってもらう。
姉の恋路に興味津々。冬夜に懐いており、ユミナと仲が良い。
ガルン
声 - 村田太志
ミスミド王国軍衞士隊長。狼の獣人の青年。ノルンの兄。王族からの信頼が厚い。
冬夜達の護衛に同行し、ミスミドの帰還の直後に集落がドラコンに襲撃を受けるも駆けつけ、村人の避難誘導と安全確保を行った。
赤竜
声 - 柴田秀勝
ミスミド王国の中央にある聖域を治めるドラコンの長老。暴走した同族を連れ戻す為に動くが既に冬夜達より倒されてしまい、その責任を感じて心から謝罪し、同じ過ちを二度と犯さないように冬夜から厳しい叱責を受けて、聖域に帰った。

#### 神国イーシェン
九重 重兵衛（ここのえ じゅうべえ）
声 - 黒田崇矢
八重の父。徳川家の重臣で剣術指南役。過去にはベルファスト王国王都にあるソードレック子爵家の剣術指南役もしており、八重が冬夜たちと共に行動するようになった際にザナックより依頼されていた手紙の届け先がカルロッサ・ガルン・ソードレック子爵だったことから、子爵と八重の手合わせが実現するきっかけにもなっている。
九重 七重（ここのえ ななえ）
声 - 大原さやか
八重の母。手料理のブリ大根が絶品。
九重 重太郎（ここのえ じゅうたろう）
声 - 井上雄貴
八重の兄。徳川家の足軽組頭。世界祭では武闘大会で優勝するほどの実力者。
心に決めていた綾音が近々オエドで有数の大店の若旦那と見合いして結婚すると早とちりしてあきらめかけたが、冬夜と八重の後押しでプロポーズし、婚約する。
綾音（あやね）
声 - 小田切優衣
行儀見習いのために九重家で女中として働く、オエドから少し離れた村の地主の娘。姉の縁談をきっかけに、重太郎から告白され、婚約する。
山本 完助（やまもと かんすけ）
声 - 津田健次郎
武田を操る闇の軍師。闇属性の魔法が使える。
左目は隻眼で眼帯を付けており、そこに不死の力を得ることが出来るアーティファクト『不死の宝玉』を埋め込んでいる。『不死の宝玉』を使って死体を操り鬼の面を付けた「鬼面兵」を大量に作り上げて徳川に侵攻した。本陣であるツツジガサキの館に潜入した冬夜たちと対峙するが、【アポーツ】によって『不死の宝玉』を奪われた上に破壊された後、干からびて塵となって消え去った。
徳川 家泰（とくがわ いえやす）
声 - 玄田哲章
イーシェン九領主のひとり。羽柴家打倒後は、イーシェンを治める領主となった。
椿（つばき）
詳細は椿を参照。
馬場 信晴（ばば のぶはる）
詳細は馬場信晴を参照。
内藤 正豊（ないとう まさとよ）
詳細は内藤正豊を参照。
山県 政景（やまがた まさかげ）
詳細は山県政景を参照。

#### リーフリース皇国
リリエル・リーム・リーフリース
声 - 久野美咲
リーフリース皇国第一皇女。親にも内緒にしているが、仮面作家リル・リフリスとしてBL小説をはじめ、百合小説、一般向けの舞台の脚本を執筆しており、一部の層に爆発的な人気がある。
リグ・リーク・リーフリース
声 - てらそままさき
リーフリース皇国皇王。リリエルの父親。ベルファスト国王とは旧友でもある。娘には親バカだが仮面作家であるリル・リフリスの事は知らない。

#### レグルス帝国
ゼフィルス・ロア・レグルス
声 - 高瀬右光
ルーシアと皇太子（ルーシアの兄）の父。レグルス帝国皇帝。自らの病により国の方針を転換せざるを得なくなる。この事を国の弱体化と感じた軍部のリーダーであるバズール将軍によってクーデターが勃発した直後、買い物に来ていた冬夜により助けられ、ベルファスト王国に身を寄せた。
かねてからの病とクーデターの際に負った傷は冬夜の【メガヒール】と【リカバリー】によって完治する。
バズール将軍が拘束された後は帝国に帰還し、クーデター鎮圧と国民に謝罪した。
キャロライン・リエット
声 - 松田利冴
帝国第三騎士団所属の騎士。金髪の女性で双剣の使い手。愛称はキャロル。冬夜に皇帝、ルーシア姫、皇太子（声 - 土田玲央）の救出を頼んだ。
皇帝やルーシアとともに冬夜の家に避難した際、所持する双剣の紋章から、同じ紋章のペンダントを持つレネの叔母である事が判明する。
バズール将軍
声 - 田所陽向
レグルス帝国軍最高司令官。クーデターの主犯。軍部の反乱を引き起こし、不可侵条約を破棄して周辺諸国に全面戦争を引き起こす野望を抱いた。吸魔の腕輪と防壁の腕輪により無敵を誇っていたが、冬夜によって欠点を突かれ、ヘドロボックスに入れられた末に拘束された。

#### ラミッシュ教国
エリアス・オルトラ
ラミッシュ教国女教皇。60歳を越える高齢ながら教国を支える。優しい顔立ちをした老婦人。真偽を見抜く魔眼の持ち主で、青と翠のオッドアイ。
信仰心は篤かったが、枢機卿になった時に真実を知って愕然とし、実在しない神を信仰することに悲観になっていた。神様と出会ったフィリスを庇ったためにゼオンとキュレイに陥れられフィリスとともに地下牢に監禁されるも冬夜に助けられ、事なきを得る。その際に神様と出会っており、世界同盟の中では冬夜が神々の関係者である事を知っている唯一の人物である。
冬夜の事は、神様の「御使い」または「使徒」と認識しており、「様」付けで呼んでいる。

#### リーニエ王国
クラウド・ゼフ・リーニエ
声 - 土岐隼一
リーニエ王国の第二王子。
子供の頃からザブンにこき使われ、耐え忍んできた。まっすぐな性格で、母親思い。冬夜の転移魔法の噂を聞き、ザブンの使者としてベルファスト王国に訪れた際、冬夜に母親のエリア王妃（声 - 森本73子）を救出を請う。
冬夜達の活躍によってザブンが国王の子でないことが真実を白日の下にさらされ、第一王子として父シュラフ（声 - 宮本充）から王位を継ぐ。
同年代のレスティア騎士王国現国王ラインハルトとは特に仲が良い。
ザブン《Zabun》
声 - 福島潤
リーニエ王国の第一王子。
痩せぎすでマッシュルームカットの容貌。母親のダキア（声 - 八百屋杏）に過剰に甘やかされて育ったため非常に傲慢な上に、商家から金を無理矢理奪って贅沢三昧したり多くの女性を毒牙にかけるなど狼藉の限りを尽くしていたが、宰相のワルダック（声 - 木村雅史）によって握りつぶされていた。とあるパーティーで自分を笑ったスゥシィに恨みを抱き、結婚という名目で国に連れて来て奴隷にしようと目論みオルドリンデ家にスゥシィとの結婚を申し入れるが、冬夜への嫁入りを理由に断られる。
本人も知らなかったが、国王の実子ではなく、ダキア王妃と宰相ワルダックの不義密通の子供。冬夜によってその事実と悪逆非道の行いが明らかにされる。この時冬夜に逆ギレし、「お前の大切なものをメチャクチャにしてやる」と発言したことで冬夜の怒りを買い、ブリュンヒルドの発砲で威嚇され気絶、その後はサンドラの採掘場で強制労働の日々を送ることとなった。
漫画版では、冬夜がかけた無属性魔法【グラビティ】によって宰相ワルダックとともに動けなくなったところを拘束される描写となっている。

#### レスティア騎士王国
ギャレン・ユナス・レスティア
声 - 緒方賢一
ラインハルトとヒルデガルドの祖父。レスティア騎士王国元国王。
冬夜が昇格するまでは彼が唯一の金ランクの冒険者だった。女性の尻を触ることを生き甲斐としている。尻を触るためにメイド長ラピスから気配を悟られず後ろを取るなど腕は鈍っていない。
ラインハルト・ユナス・レスティア
ヒルデガルドの兄。レスティア騎士王国第一王子で、父レイドより王位を継承する。
同年代のリーリエ現国王のクラウドとは特に仲がよい。
世界祭武闘大会の準優勝者。

#### ロードメア連邦
エドガー・ボーマン
ロードメアの魔工学博士。眼鏡を掛けた背の低い小太りの男で、頭髪はかなり薄く、24歳なのだが40歳手前に見えるほど老けている。
ウッドゴーレムを改良した武装ゴーレムを作り、フレイズの襲来もこれで防げると豪語していたが、模擬戦で重騎士（シュバリエ）に歯が立たず完敗する。その負けた悔しさと武装ゴーレムの研究が打ち切られる恐れからまわりの制止を振り切って武装ゴーレムに改造を施した結果、暴走して首都を半壊させる大惨事を引き起こす。その責任からすべての役職からの解任と博士号を剥奪され、10年以上の鉱山送りとなった。
『黄金結社』の手引きで脱獄し、盗難されていたフレームギアの部品を元にガルゼルドとともに鉄機兵を作り出す。ユーロンで変装して潜入していた冬夜と出くわし、鉄機兵で襲い掛かるも返り討ちに遭い、捕らえられて断頭台の露と消える。

#### 大樹海
パム《Pamu》
大樹海に住む女性のみの戦闘部族、ラウリ族族長の孫娘。
冬夜の嫁の一部が落ち込むほどの巨乳の持ち主。当初は共通語を話せなかったが、後に話せるようになる。
大樹海に出現したフレイズによって部族の村を襲撃されているところを冬夜に助けられる。その際冬夜を気に入り、彼の首筋に噛み付いて「誓いの牙」（「この男は自分の物」というサイン）を立てた。10年後の「剪定の儀」のために冬夜との子を作ろうとブリュンヒルドに現れるが、婚約者達に反対される。ひと月後に行われた「剪定の儀」で、冬夜の婚約者達が助っ人として入ったことで優勝し、樹王の民の長となる。

#### フェルゼン王国
ガルゼルド・ゴールディ
「黄金結社（ゴルディアス）」を復活させ禁断魔法・「聖域（サンクチュアリ）」を発動させんと目論んだが、無限スリップ弾からの冬夜謹製「ヘドロボックス二号」のコンボで倒され、廃人になる。

#### 魔王国ゼノアス
ゼルガディ・フォン・ゼノアス
桜の父。ゼノアス魔王国の国王。
国王としては威厳があるが、娘限定の親バカで、桜からぞんざいに扱われている。

#### パルーフ王国
エルネスト・ディン・パルーフ
パルーフ王国国王。初登場時10歳。国王である父親が亡くなったため幼くして国王に就いている。
これといった特技はなく、婚約者候補に天才のレイチェルがいるため、自分に自信がなかったが、世界祭の将棋大会で優勝したことで自信をつけた。
レイチェル・レンブラント
パルーフ王国ドノバン公爵令嬢。エルネスト国王と同い年で婚約者候補。
剣と魔法に天才的な才能を持つ。勝ち気な性格で、エルネストとのお茶会がキャンセルされた原因を作った冬夜に模擬戦を挑むが、軽くあしらわれてしまう。世界祭の時に冬夜に謝罪し、リーンから「大切なものは力や知識だけではなく愛するものと苦楽を共有することこそが本当に必要なものでそれができるのはあなただけだ」と諭される。

#### イグレット王国
レファン・レトラ
イグレット王国国王。イグレットの国内で発生した嵐による甚大な被害を受けた際にブリュンヒルドへ救援を要請した。

#### サンドラ王国
アブダル・ジャーバ・サンドラ三世
サンドラ王国国王。オーク似の風貌。
大樹海の部族を奴隷として攫ったことで冬夜と対立するが、冬夜が奴隷を解放したことで奴隷にしていた女冒険者に首を斬られ死亡する。その後ゾンビ王として復活したが、冬夜の手により殲滅される。

### 裏世界（西方大陸）

#### プリムラ王国
ルディオス・プリムラ・パレリウス
プリムラ王国国王。天才魔道士アレリアス・パレリウスの次男レリオス・パレリウスの末裔。約5000年前にレリオスが異世界（表世界）から飛ばされてきており、王家に伝わる古き言葉（古代魔法言語）を冬夜に同行していたバビロン博士が理解したため、冬夜達が別世界から来たことを信用した。

#### トリハラン神帝国
リスティン・ラ・トリハラン
トリハラン神帝国第二皇子。実権を握る元老院を欺くために皇子として振る舞っているが、実際は第一皇女リスティス・レ・トリハラン。ずっと皇子として過ごしていたからか女性らしい服を着るのが苦手。

#### パナシェス王国
ロベール・テル・パナシェス
パナシェス王国第一王子。オーバーな言動のため冬夜やニアからはうざったがられている。彼の青の王冠、ディストーション・ブラウには空間歪曲の能力があるが、その代償としてマスターが強制的に睡眠に陥ってしまう。
鹿型のオーバーギア、ディアブラウで変異種と戦う。

#### 魔工国アイゼンガルド
ギブラム・ザイン・アイゼンガルド
魔工国アイゼンガルドの魔工王。白髪のオールバックと片眼鏡、両腕がゴレムのように機械化した老人。
本体は脳が移植されている決戦兵器ゴレム「ヘカトンケイル」。冬夜、八重、ヒルダのフレームギアによって撃沈される。

#### ストレイン王国
ベルリエッタ・トゥエンテ・ストレイン
ストレイン王国第一王女。
魔工機械が趣味でいつも城内の個人工房に籠っている。同じ趣味のトリハラン神帝国ルーフェウス皇子と婚約。

#### レア王国
アーヴィン・レアウィンド
レア王国国王。
初登場時には執事服を身にまとって後から正体を明かそうとするほどのいたずら好きなエルフ。彼の緑の王冠、グラン・グリュンには植物支配の能力があるが、その代償としてマスターが極度の飢餓状態になってしまう。

### 天上界関連
神様 / 望月 神之介
声 - 立木文彦
数多くの世界を創造、管理している世界神。手違いで冬夜の頭上に神雷を落とし死亡させてしまったため（神様曰く「雷を落とす先に人がいるか確認を怠った」）、お詫びも兼ねて身体能力の底上げとスマートフォンの神器化を伴って異世界へと転生させる。
眼鏡をかけた好々爺という印象をしており、何かにつけて冬夜を構い、アバター姿で顕現したり、または人化して冬夜の祖父という立場で望月 神之介（もちづき しんのすけ）と名乗り顕現することもある。本当の孫のように冬夜を可愛がっており、冬夜もお祖父ちゃんっ子であるため、自分で考えて答えが出ない問題があると手土産を持って神界へ相談に訪れている。
冬夜を眷属認定しており、そのサポートと神界から無断で下界に降りた従属神の捕獲のため、複数の下級神と一人の上級神（恋愛神：花恋、剣神：諸刃、農耕神：耕助、狩猟神：狩奈、音楽神：奏助、酒神：酔花、武神：武流、時空神：時江）を冬夜のいる世界に送り込む。後に邪神化した従属神を討伐した際に冬夜を上級神と認め（神格のみであり、立場そのものは下級神の一番下）、冬夜の今いるこの世界の管理を彼に任せること、いずれこの世界を神々の保養地としたいことを彼自身に語っている。
従属神
神の中でも最も位が低く、何も役目をもらえない従属神の一人。冬夜曰く「ニート神」。
従属神の立場に嫌気を差し、勝手に下界に降りてきてしまい、イーシェンで瓢箪に化けて猿の秀義を操りイーシェン支配を企んでいた。後にフレイズの支配種ユラの協力でフレイズの亜種「魂食い」を使役して、世界に恐怖を撒き散らそうとしていたが、またもや冬夜に撃退されたその時、「魂食い」に取り込まれ邪神の種子となってしまう。

### その他
エンデ《Eand》
声 - 内田雄馬
白い髪に白いマフラー、黒いジャケットに黒いズボンとモノトーンでかためた謎の少年。
途轍もない戦闘能力を持ち、冬夜達の知らない魔法を使用する。フレイズを探して倒しまわっており、冬夜に情報を渡すこともある。その正体は冬夜が現在住んでいる世界より高位の世界に住んでおり、下の世界を生き来出来る能力を持って生まれた人間である。本名はエンデミュオンと言い、自身を「渡る者」「異世界転移者」「シフトウォーカー」「異邦人（エトランゼ）」と称している。
搭乗機体は高機動型フレームギア竜騎士（ドラグーン）。フレイズに関する情報提供の報酬という形で冬夜から譲渡された機体。初期のカラーは「赤」だったが、「エーテルリキッド」の補充が不要な新型にするため、また、機体のメインカラーがエルゼ機と被るからという理由で新型に改装。エンデの服装の色である「モノトーン」に変更された。
変異支配種、レトルト兄妹にボコボコにされたあと、他世界の神器を盗もうとして武神（望月武流）に見つかり交戦し、ボコボコにされた挙げ句記憶喪失になり、裏世界へ誤転移し、トリハラン神帝国の元老院議長に洗脳され、冬夜と敵対。その後、冬夜にボコボコにされ、無属性魔法【プリズン】に収容。その後、メルのもとへ連行された。クーンが来てから2週間後、ギャレン・冬夜に続く3人目の金ランクに昇格する。
メル
フレイズの支配種。女性型。元フレイズの「王」。エンデと共に駆け落ちの如く世界を渡り歩く。
核の状態で休眠している。フレイズ達は人の心臓に取りつく彼女の核をしらみ潰しに探すために殺戮を行っていた。
産まれてきたベルファスト王国第一王子ヤマトに取りついていた為、冬夜の【アポーツ】で摘出され覚醒する。覚醒後は食に目覚める。エンデと共に別の世界へ行こうと思っていたが、エンデの世界には流動食のような食事しかないことが分かると、この世界に残ることを決意する。かなりの大食らい。
リセ
フレイズの支配種。女性型。ネイと姉妹。
他の支配種と距離を保ち、メルとエンデの行く末を見守る傍観者。メルと同じく大食らい。
ネイ
フレイズの支配種。女性型。リセと姉妹。
メルの結晶界への帰還を願っていた。エンデのことを嫌っているが拳骨一発で取り敢えず納めた。メル、リセと同じく大食らい。
ギラ
フレイズの戦闘特化型支配種。男性型。好戦的な性格。
邪神の繭によりフレイズから変異種を作り出すユラとは袂を分かつ。ユミナの狙撃によって生まれた隙をついて冬夜が核を破壊して消滅。
ユラ
フレイズの支配種。男性型。理知的で野心的な性格。
従属神が吹聴したあたかも自分が最上級の神であるかのような適当な説明を鵜呑みにして、魂食いに従属神を取り込ませて邪神を誕生させ、自身も変異種となって冬夜達の世界の侵略を企てる。封神界に冬夜を閉じ込め、その隙に世界に侵攻するも失敗。その際、冬夜から従属神の正体を告げられ愕然とする。その後、冬夜によって手引きされたメルによって処刑された。
邪神
従属神が生み出し、ユラが手を加えた、神の力を持つモノ。人々の魂を喰らって急成長し、さらに従属神の魂を喰らって繭の状態となり、新たな進化を遂げる。フレイズを変異種化させる能力を持つ。「神」と付いているがあくまで地上で生まれたモノであるため、神々は直接手を出してはならないことになっている。
竜王
自らを「竜王」と名乗る竜人族の男性。
5000年前のデボラ・エルクスが開発した魔獣を操り力を限界まで上げる「支配の響針」を発見し、それを使って竜達を操り、世界征服を目論む。冬夜達と対峙するが、冬夜に「支配の響針」は大勢を操ることが出来ないことを指摘されたことで、それを知った若竜に上半身を喰われて死亡した。
ソニア・パラレム
竜人族の女性冒険者。「発勁」の使い手である武闘士。幻惑を打ち破る魔眼の持ち主。
大樹海でルルシュ族に世話になったことから蓮月とともにルルシュ族として「剪定の儀」に参戦する。エルゼと戦い、熾烈な殴り合いの末、惜しくも敗れる。
その後、ユーロンで恩人であるジェスティの父親の仇を取るべく、蓮月とともにジェスティに協力する。敵討ちを成し遂げた後は、ブリュンヒルドに腰を落ち着かせている。
蓮月（れんげつ）
イーシェン出身の冒険者。スキンヘッドの棒術使い。ソニアと同じく「発勁」も使える。
ルルシュ族に世話になったことからソニアとともに「剪定の儀」に参戦する。ルーシアと戦い、勝利を収める（その後、冬夜に【スリップ】で転ばされる）。
ジェスティの敵討ちの後は、ブリュンヒルドに腰を落ち着かせている。
ニア・ベルモット
裏世界の義賊団「紅猫（あかねこ）」の首領の女の子。冬夜と同世代。真っ赤なロングヘアをツインテールにしている。後先考えずに行動するため、副首領のエストから注意されている。
彼女の赤の王冠、ブラッド・ルージュはマスターの生血を代償に絶大な破壊力を発揮する。血の量が多いほど能力は高くなり、前のルージュのマスターであるニアの父親は大量の血を失ったことで亡くなった。
真紅の虎型のオーバーギア、ティガルージュで変異種と戦う。
エルカ・パトラクシェ
「再生女王（レストアクィーン）」の異名を持つ腕利きのゴレム技師の女性。王族から「紅猫」まで幅広い接点を持つ。冬夜に頼み込んで表世界に渡り、バビロン博士とともに開発を行う。素材は悪くないが、ボサボサの銀髪、瓶底めがね、ヨレヨレの白衣という残念な格好をしている。
ノルン・パトラクシェ
エルカ技師の妹。彼女の黒の王冠、クロノス・ノワールは時間制御と並列世界への干渉能力を持つ。ノワールの能力の代償として契約者の時間を退行させるため、実際は15歳だが、幼女の姿をしている。エルカ技師を追って表世界にやってきて、冒険者として生計を立てる。
黒いライオン型のオーバーギア、レオノワールで変異種と戦う。
ルナ・トリエステ
紫の王冠、ファナティック・ヴィオラのマスター。王冠の代償で精神を侵食され意味不明な行動を取る「狂乱の淑女」と呼ばれる殺人狂。
気に入った冬夜を狙いブリュンヒルド城を襲撃するが投獄され、フレイズ侵攻終結後に冬夜によって「感謝が快感になる呪い」をかけられ解放される。
その後感謝による快感を求めて子供たちの世話を行い、好かれていたのをフィアナに気に入られ、ブリュンヒルド公国の国営学校職員に採用される。

## 用語一覧
スマートフォン（スマホ）
冬夜が異世界に渡る際に、役に立つ情報を引き出せるという理由で神様に頼んで使えるようにしてもらった携帯電話。
冬夜が所持しているスマートフォンは元の世界のWebサイト等の閲覧など情報を仕入れる事はできるが、書き込みやメールの送受信等など、こちらから元の世界のネットに介入することは不可能。通話も元の世界にはできず、神様に限られている。充電は魔力で行う。周囲に人がいる状況でスマホを使う際は、便利な魔法の道具（アーティファクト）、または無属性魔法のようなものと誤魔化していた。スマホに様々な【エンチャント】や【プログラム】を施すことによって、本来の用途以上に万能性を増している。冬夜のスマホは神様によって改造された為神器という扱いになっている。
後にバビロン博士のアナライズにより、スマートフォンが量産され、冬夜の婚約者達やブリュンヒルド関係者、各国の代表者等に配られた。
冒険者ギルド（ギルド）
冒険者に依頼を仲介している。ランクがあり、黒から紫、緑、青、赤、銀、金と上がっていく。後に冒険者アカデミーが開設される際に、黒ランクの下に白ランクが新設された。
上位ランクほど難しい仕事を受けることが出来る。特定の条件を満たした場合は特別な称号（竜殺し・巨獣殺し等）を受け取れることがあり、自分より上位ランクの依頼でも、特別な称号を持っていれば受けられる場合もある。なお、金・銀ランクへの依頼は掲示されることは無く、本人に対する直接依頼が主になる。
依頼を完了すれば報酬がもらえるが、もしも依頼に失敗した場合、違約料が発生することがある。さらに数回依頼に失敗し、悪質だと判断された場合、ギルド登録を抹消という罰則も課せられる。
物語当初はギャレンが唯一の金ランクであり、後に冬夜とエンデが金ランクに昇格した。
魔法
個人の魔力、属性を引き出し、魔法名と効果をイメージして放出する技術。習得には魔法書かスクロール（巻物）、他の魔法使いによる教授が必要。火、水、風、土、光、闇、無の7つの属性があり、適性の無い属性の魔法は使うことができない。また、魔法のイメージがはっきりしない場合も発動しない。
無属性魔法は個人魔法とも呼ばれ、同じ魔法を使える者が2人以上揃うことは滅多に無い（冬夜は神様が意図的に全て使えるようにしたため例外）。無属性魔法は適性のある者がある時にふと突然頭に魔法名と効果が浮かび上がり、使えるようになる。
属性が多い者は希少であり、リンゼの3属性でも凄いといわれるほど。5000年の間で全属性持ちはレジーナ・バビロンと望月冬夜の二人だけである。
作中では魔法名や魔法の詠唱は全て【】中に表記されているので、当記事での魔法名表記はそれに準じている。
魔眼
ユミナの人の本質を見抜く魔眼、エリアス教皇の真偽を見抜く魔眼、焔の千里眼等、特殊な能力を宿した目を持っている体質。無属性魔法の一種とも言われている。
フレイズ
この世界に突然どこからか現れ、人間や亜人を殺戮する水晶の魔物。下級種、中級種、上級種、支配種の存在が確認されている。最低1個から数個の「核」を内包しており、魔力吸収とミスリル等の武器でも傷をつけるのが難しい硬さを誇る身体で覆っている。5000年前に文明を崩壊させたが、この時は突然姿を消した。約1000年前のベルファスト王都遷都にも関わっていた。
人間や亜人を抹殺する目的は不明だったが、後に人間の心臓に取り付く「フレイズの王」の「核」を探す為だと判明する。
変異種
前述のフレイズが邪神（前述）の力により変異したもの。全身がくすんだ黄金色をしている。体が半透明ではなくなったため、核の位置が目視により確認できず、同型のフレイズの位置から推測して破壊する必要がある。
フレームギア
5000年前にバビロン博士により開発された対フレイズ用の搭乗用人型戦闘兵器。ただし開発中にフレイズが突如世界から消滅したため、実際に使用されることは無いままバビロンにしまわれていた。
搭乗者の魔力と、「エーテルリキッド」と呼ばれるエーテル鉱石（魔石のこと）と特殊な魔法液から作られる液体を燃料としており、現在では加工できる程の大きさの魔石があまり存在しないため死蔵しかけていたが、冬夜が地面に埋っている物を発掘し、起動できるようになった。
量産型のもののみ実際に製造されており、格納庫に保存されていた。新型の設計は設計図のみができておりそれまで「蔵」の中に死蔵されていたが、冬夜が「蔵」を発見した事で実用化される。後に「蔵」にあった設計図を元に専用機が作られた。
フレームユニット
ロゼッタが開発したフレームギア操縦訓練用シミュレータ。
起動に魔石は必要なく搭乗者の魔力のみで動くため、フレームギアが製造されるまでの繋ぎとして使用された。
ゴレム
元は裏世界でおこった二つの古代王国の大戦争で生まれた、人に従い人の代わりに戦う機械仕掛けの自動人形。
太古の遺産である古代機体（レガシィ）と、それを解析、複製してグレードダウンした量産型である工場製（ファクトリー）がある。古代機体は能力持ちと呼ばれ、特殊な能力を持つものが多い。古代の天才ゴレム製作者（マイスター）のクロム・ランシェスが作った王冠（クラウン）シリーズはずば抜けた特殊能力を持つが、能力の発動にはマスターの代償が必要となる。
オーバーギア
バビロン博士とエルカ技師がフレームギアの技術を用いて作り上げた機械獣型のゴレム用強化ユニット。ゴレムと直接シンクロしてその特性を引き出して増幅する、いわばゴレムのパワードスーツ。
アーティファクト
現存の魔道具とは異なる、古代文明の遺産、魔道具のこと。作中ではレジーナ・バビロン、デボラ・エルクスの二人の発明が多く、大概がトラブルの原因となっている。

### 地理・国家
西方同盟→東西同盟→世界同盟
ブリュンヒルド公国建国に合わせてベルファスト王国、レグルス帝国、ミスミド王国、リーフリース皇国と西方同盟を組んだのが始まり。その後、徐々に参加国が増え、東方のレスティア王国が同盟に入った時に東西同盟に、そして表世界のほとんどの国が同盟に入ったのをきっかけとして世界同盟と改められた。同盟国は月に1度程度ブリュンヒルド公国で同盟会議を行うこととなっているが、その後に「親睦を深める」と称しブリュンヒルド城の遊戯室や野球場で遊ぶ事が常態化している。

#### 表世界・東方大陸
元々冬夜達が活躍していた世界。世界の変革後に裏世界の東側に並ぶ形で融合し、東方大陸と呼ばれる。
ブリュンヒルド公国
ベルファスト王国、レグルス帝国の間に位置する東京23区の約3分の2ほどの新興国。公王は望月冬夜。
冬夜に王女であるユミナ、ルーシアの婚約者にふさわしい地位を確保するために、それぞれの国から領土を譲渡されて建国した。また、もともと豊かな土地ではあったが、魔獣も多く、ベルファストとレグルスをつなぐ交易路は南に迂回して作られていたため、ベルファスト王国とレグルス帝国には、その地域の危険排除を冬夜にさせるという思惑があったことがうかがえる。
建国にあたって城が建造される事になった際、譲渡されたレグルス帝国北方の廃城（リプル城）を主な素材として「工房」の自動改造によって造られるが、建造前の城内調査の際に遭遇した幽霊（後に本体である額に収められた肖像画から生み出された魔法生物と判明）も、額を「工房」で複製して城の随所に配置した上で肖像画も変えて、旧城名からリプルと名付けられた上で城の警備システムを担当するようになった。
後に、ギルドからサンドラ王国より南にある地下迷宮のある島を譲渡され、【ゲート】でつないでいる。
初期の国民はイーシェンの元武田の民たちで、その後、徐々に移住者が増えていった。
バビロン
レジーナ・バビロンの発明で浮遊する島。フレイズに対抗するため設計された。
レジーナが未来を見るアーティファクトによって冬夜の妻が9人であることがわかったため、「庭園」、「工房」、「錬金棟」、「格納庫」、「図書館」、「城壁」、「塔」、「蔵」、「研究所」の9つに分割して行動させていた。
本来であれば工房が複数存在する等もっと大規模な存在になるはずだったが、敵となるフレイズが突如姿を消したため計画が中断され、現在の形となっている。
騎士団
フレイズ（水晶の魔物）から作った剣と盾の標準装備から通称「水晶騎士団」と呼ばれる。冬夜の自費で賄われており、騎士団と言うよりは私兵団である。給料は安い反面、採用時の「ふるい」により心身共に実力がある者が集まっている。後にフレームギアと剣神による教練により世界トップクラスの騎士団となる。
また非戦闘員も所属しており、主に開墾部隊として耕助を筆頭に作物を育てている。
ベルファスト王国
冬夜が異世界に降り立った最初の国。ブリュンヒルド公国を建国するまで拠点としている。王都はアレフィス。リフレットの町がある。
冬夜がやって来た初めの頃は一部の腐敗した貴族が起こした悪事の為に様々な事件が発生しており、これを解決してきた事で冬夜は王家と深い関わりを持つ事になる。
読書喫茶「月読」
冬夜がラビ砂漠で助けた女性達の働き口として始めた店。リンゼが特殊な趣味の本を置いてからは益々女性に反響を呼び繁盛している。
ミスミド王国
ベルファストより南方、ガウの大河を隔てた場所に位置する獣人等の亜人が建国した新興国。王都はベルジュ。現在は獣人が国王を務めているが、7種族の長は対等とされる。
神国イーシェン
戦国（安土桃山）時代の日本を彷彿させる国。首都はキョウの都。国王が放任主義で小競り合いはあるものの比較的安定している。
リーフリース皇国
ベルファストより西隣に位置する王国。皇都はベルン。コレットの町がある。ベルファストとは王家ぐるみで付き合いが元々ある。
レグルス帝国
ベルファストより東隣に位置する世界でも有数の超大国。帝都はガラリア。軍事クーデターを期にルーシアが婚約者になり、ブリュンヒルドが建国される。
大樹海
ミスミド王国の南にある約240の部族が暮らす地域。10年に一度、大樹の精霊が宿る大神樹のもとで武勇を競う「剪定の儀」が行われ、優勝した部族は「樹王の部族」となる。
ラミッシュ教国
光の神・ラルスを崇めるラルス教を信仰する宗教国家。聖都はイスラ。後に「イスラの奇跡」と呼ばれる事件が起こり、信仰が「光の神・ラルス」から「光の神」へと変わることとなる。
リーニエ王国
リーフリースの北にあるパルニエ島を二分する南方の国。パルーフとは小競り合いが続いていたが後に解消。
レスティア騎士王国
約300年前に「蔵」から落とされた「治癒の剣」（「聖剣レスティア」）を拾った初代騎士王が戦乱を平定し建国。金ランクのギャレンはここの元国王である。
天帝国ユーロン→ユーロン地方
「天帝」と呼ばれている元首が治める大国。自分本位に戦争を仕掛けたり、身勝手な屁理屈を並べる人間が多いため周辺国との関係は特に悪い。フレイズの大襲来を受けて「天帝」ごと首都が消滅。それから各地で権力争いが起こって無政府状態となり、「ユーロン地方」と呼ばれるようになる。冬夜がフレイズを呼び寄せ、ユーロンを崩壊させたと、勝手な妄想を垂れ流している。
クラウ
ユーロンの諜報部隊。京劇のような仮面を被っており、捕らえられそうになった場合、証拠隠滅のために自爆する。ユーロンが無政府状態になった後は残党が各国で暗躍していたが、最終的に冬夜たちによって壊滅する。
ハノック王国
天帝国ユーロンの北西にある国。天帝国ユーロンから宣戦布告されるが、冬夜の発案で、ユーロン国境から1キロを一時的にブリュンヒルド公国に譲渡することで、ユーロンから直接攻め込めないようにする。
ロードメア連邦
中央州、丘陵州、山岳州、湖水州、河川州、平原州、鍛治州の7州で構成される合衆国。それぞれの州に州総督と呼ばれる知事がおり、すべての州を束ねる全州総督という役職がある。
フェルゼン王国
剣技の「レスティア」、魔法の「フェルゼン」と謳われ、魔法技術が発展している国。
魔王国ゼノアス
国民のほとんどが魔族で構成された国。魔族が迫害されがちなため、鎖国状態になっていた。冬夜と桜（ファルネーゼ）の婚約もあってか鎖国は解除され、後に世界同盟に加盟する。
パルーフ王国
リーフリースの北にあるパルニエ島を二分する北方の国。リーニエとは小競り合いが続いていたが後に解消される。
イグレット王国
表世界（西方大陸）の南西に位置する島国。巨大イカ・テンタクラーの被害により食糧難に陥り、ブリュンヒルドに救援要請を行った。
エルフラウ王国
レグルス帝国の北に位置する氷雪国。1200年前に亡国からの流浪の一族フラウ族と初代国王にして冒険者エル・カルテレードに建国される。
サンドラ王国→サンドラ地方
大樹海の南にある砂漠の国家。王都はキュレイ。アスタルの都がある。奴隷制度がある数少ない国で、奴隷の首輪を大量生産、操作するアーティファクトによって国を保っていた。冬夜によって解放された奴隷達が反旗を翻して崩壊する。
パレリウス島→パレリウス王国
5000年前のフレイズ侵攻の際、レジーナ・バビロンが天才と認めるアレリアス・パレリウスの長男や、アレリアスの弟子の縁者が逃げ延びた島。その子孫が暮らしていたが、巨獣が数多く存在していた為、冬夜が介入した後に国家となる。アレリアス・パレリウスの子孫で導師を務めていたセントラル・パレリウスが国王に就く。
ホルン王国
100年前に天帝国ユーロンの侵攻を受けてから半鎖国状態となっている農業国。第一王子と国王の急逝により王孫派と王弟派で覇権を争う。冬夜の活躍で、王孫派、王弟派双方の裏でクラウが暗躍するなど、クラウがホルンを乗っ取ろうとしていることが明らかになる。
ノキア王国
軍務卿カナザ・ノートリスが「エルクスの遺産」を手に入れて憑依術士をして目覚め、人を操ることで王国の支配を企てる。暗殺から逃げのびた第二王女のパフィア・ラダ・ノキアは軍務卿を倒す助力を得るために冬夜に政略結婚を申し出る。

#### 裏世界・西方大陸
5000年前のアレリアス・パレリウスが残した「門」を、冬夜が発動させた先にあった別世界。冬夜達の世界の地図を左右反対にした地形をしており、冬夜は裏世界と呼んだ。通常の方法では行き来できなかったが、世界の変革後に表世界の西側に並ぶ形で融合し、西方大陸と呼ばれる。
聖王国アレント
冬夜が最初に「門」でたどり着いた国。精霊を「聖霊」と呼び崇めている。
プリムラ王国
初代国王は、約5000年前の天才魔道士アレリアス・パレリウスの次男で、表世界から裏世界に飛ばされたレリオス・パレリウス。レリオスの兄の子孫である表世界（東方大陸）のパレリウス家とは同じルーツを持つ。
トリハラン神帝国
実権を握る元老院主導でプリムラ王国に侵攻するが、冬夜の活躍で元老院は瓦解し、和睦する。
ガルディオ帝国
10年前、前国王の時代に魔工国アイゼンガルドと協力してレーヴェ王国を征服し、蒼の遺跡周辺をアイゼンガルド、それ以外はガルディオに併合した。現在はレーヴェ地方に見つかった翠の遺跡を巡ってアイゼンガルドと敵対する。
レーヴェ地方
蒼の遺跡を除くかつてのレーヴェ王国領。ガルディオ帝国直轄地で善政が敷かれる。
魔工国アイゼンガルド
魔工技術が発展した工業国で軍事大国。翠の遺跡を狙いガルディオ帝国に侵攻するが、冬夜が撃退する。冬夜達が会談に出向くと、魔工王は決戦兵器ヘカトンケイルを起動するが、冬夜達が破壊し、魔工王の生命維持装置を捕らえる。
世界融合直後に金の棘針が集中的に落ちる。神魔毒の影響で、大地が溶けて大陸から切り離されたうえ、世界神の眷属である冬夜、下級神、冬夜や神の加護を受ける婚約者などが近づけなくなり、邪神誕生の拠点となる。
パナシェス王国
裏世界においては聖王国アレントの北東にある島国。表世界と裏世界の融合ではリーフリース皇国と陸続きとなる。
魔人国ヘルガイア
裏世界で迫害されていた魔族（魔人族）が建国した国。鎖国していたが、東方大陸のイグレット王国と交流を始める。
炎国ダウバーン
生贄を氷国ザードニアに盗まれたせいで、炎の魔人の呪いを受けて、砂漠化していると伝承されており、ザードニアと戦争を繰り返している。
氷国ザードニア
生贄を炎国ダウバーンに盗まれたせいで、氷の女神の怒りを買い、氷に閉ざされた国となったと伝承されており、ダウバーンと戦争を繰り返している。

## 既刊一覧

### 小説
- 冬原パトラ（著）・兎塚エイジ（イラスト） 『異世界はスマートフォンとともに。』 ホビージャパン〈HJノベルス〉、既刊31巻（2025年5月19日現在）
  1. 2015年5月22日初版発行（同日発売[30]）、ISBN 978-4-7986-1018-4
  2. 2015年8月22日初版発行（同日発売[31]）、ISBN 978-4-7986-1065-8
  3. 2015年11月21日初版発行（同日発売[32]）、ISBN 978-4-7986-1117-4
  4. 2016年2月20日初版発行（同日発売[33]）、ISBN 978-4-7986-1172-3
  5. 2016年5月21日初版発行（同日発売[34]）、ISBN 978-4-7986-1229-4
  6. 2016年8月23日初版発行（同日発売[35]）、ISBN 978-4-7986-1279-9
  7. 2016年11月24日初版発行（同日発売[36]）、ISBN 978-4-7986-1329-1
  8. 2017年3月23日初版発行（同日発売[37]）、ISBN 978-4-7986-1415-1
  9. 2017年6月22日初版発行（同日発売[38]）、ISBN 978-4-7986-1471-7
  10. 2017年9月22日初版発行（同日発売[39]）、ISBN 978-4-7986-1532-5
  11. 2017年12月22日初版発行（同日発売[40]）、ISBN 978-4-7986-1597-4
  12. 2018年3月22日初版発行（同日発売[41]）、ISBN 978-4-7986-1651-3
  13. 2018年6月22日初版発行（同日発売[42]）、ISBN 978-4-7986-1713-8
  14. 2018年9月22日初版発行（同日発売[43]）、ISBN 978-4-7986-1773-2
  15. 2018年12月22日初版発行（同日発売[44]）、ISBN 978-4-7986-1825-8
  16. 2019年3月22日初版発行（同日発売[45][46]）、ISBN 978-4-7986-1888-3 / ISBN 978-4-7986-1872-2（特装版）
  17. 2019年6月22日初版発行（同日発売[47]）、ISBN 978-4-7986-1948-4
  18. 2019年9月21日初版発行（同日発売[48]）、ISBN 978-4-7986-2004-6
  19. 2019年12月21日初版発行（同日発売[49][50]）、ISBN 978-4-7986-2089-3 / ISBN 978-4-7986-2077-0（特装版）
  20. 2020年3月21日初版発行（同日発売[51]）、ISBN 978-4-7986-2152-4
  21. 2020年6月22日初版発行（同日発売[52]）、ISBN 978-4-7986-2237-8
  22. 2020年10月22日初版発行（同日発売[53]）、ISBN 978-4-7986-2325-2
  23. 2021年2月19日初版発行（同日発売[54]）、ISBN 978-4-7986-2420-4
  24. 2021年6月19日初版発行（同日発売[55]）、ISBN 978-4-7986-2513-3
  25. 2021年11月19日初版発行（同日発売[56]）、ISBN 978-4-7986-2668-0
  26. 2022年4月19日初版発行（同日発売[57][58]）、ISBN 978-4-7986-2812-7 / ISBN 978-4-7986-2704-5（特装版）
  27. 2022年10月19日初版発行（同日発売[59]）、ISBN 978-4-7986-2928-5
  28. 2023年4月19日発売[60]、ISBN 978-4-7986-3164-6
  29. 2023年10月19日発売[61]、ISBN 978-4-7986-3273-5
  30. 2024年5月17日発売[62][63]、ISBN 978-4-7986-3540-8 / ISBN 978-4-7986-3527-9（特装版）
  31. 2025年5月19日発売[64][65]、ISBN 978-4-7986-3697-9 / ISBN 978-4-7986-3853-9（特装版）

### 漫画
- 冬原パトラ（原作）・兎塚エイジ（キャラクター原案）・そと（漫画） 『異世界はスマートフォンとともに。』 KADOKAWA〈角川コミックス・エース〉、既刊17巻（2025年7月25日現在）
  1. 2017年6月26日初版発行（6月24日発売[66]）、ISBN 978-4-04-105769-8
  2. 2017年7月26日初版発行（7月24日発売[67]）、ISBN 978-4-04-106100-8
  3. 2018年2月26日初版発行（同日発売[68]）、ISBN 978-4-04-106547-1
  4. 2018年5月26日初版発行（5月25日発売[69]）、ISBN 978-4-04-107165-6
  5. 2018年11月26日初版発行（11月24日発売[70]）、ISBN 978-4-04-107719-1
  6. 2019年5月25日初版発行（5月24日発売[71]）、ISBN 978-4-04-108228-7
  7. 2020年1月23日発売[72]、ISBN 978-4-04-109034-3
  8. 2020年5月26日初版発行（同日発売[73]）、ISBN 978-4-04-109440-2
  9. 2020年11月25日発売[74]、ISBN 978-4-04-109441-9
  10. 2021年5月26日発売[75]、ISBN 978-4-04-111351-6
  11. 2021年12月25日発売[76]、ISBN 978-4-04-112012-5
  12. 2022年7月26日発売[77]、ISBN 978-4-04-112698-1
  13. 2023年3月25日発売[78]、ISBN 978-4-04-112699-8
  14. 2023年10月26日発売[79]、ISBN 978-4-04-114354-4
  15. 2024年7月25日発売[80]、ISBN 978-4-04-115212-6
  16. 2024年12月25日発売[81]、ISBN 978-4-04-115839-5
  17. 2025年7月25日発売[82]、ISBN 978-4-04-116475-4

## テレビアニメ
第1期は、AT-Xほかにて2017年7月から9月まで放送された。
第2期『異世界はスマートフォンとともに。2』は、2023年4月から6月までテレビ東京ほかにて放送された。

### スタッフ
|                               | 第1期                                           | 第2期                                                                                    |
| ----------------------------- | ----------------------------------------------- | ---------------------------------------------------------------------------------------- |
| 原作                          | 冬原パトラ                                      | 冬原パトラ                                                                               |
| キャラクター原案              | 兎塚エイジ                                      | 兎塚エイジ                                                                               |
| 監督                          | 柳瀬雄之                                        | 岩崎良明                                                                                 |
| シリーズ構成                  | 高橋ナツコ                                      | 赤尾でこ                                                                                 |
| キャラクターデザイン          | 舛舘俊秀、西田美弥子 関口雅浩                   | 亀山千夏                                                                                 |
| プロップデザイン              | 出口花穂、金原知美 横山彰利、やまだたかひろ     | N/A                                                                                      |
| 色彩設計                      | 渡辺亜紀                                        | 西詠仔                                                                                   |
| 美術監督                      | 柴田聡                                          | 岩瀬栄治                                                                                 |
| 美術設計                      | 柴田聡                                          | N/A                                                                                      |
| 撮影監督                      | 白鳥友和                                        | 黒澤豊                                                                                   |
| 編集                          | 小峰博美                                        | 山岸歩奈実                                                                               |
| 音響監督                      | 伊藤巧                                          | 伊藤巧                                                                                   |
| 音楽                          | Love Smile Music JAPAN Rebrast                  | 吉川慶、山田航平                                                                         |
| 音楽制作                      | エグジットチューンズ                            | ポニーキャニオン                                                                         |
| プロデューサー                | 末田裕美、百田英生                              | 末田裕美、百田英生                                                                       |
| プロデューサー                | N/A                                             | 高畑裕一郎、大野亮介、杉浦綾香 横田正明、岡村武真、松倉友二 八田雄介、飯塚彩、深町菜奈絵 |
| アニメーション プロデューサー | 村田淳司                                        | 藤代敦士                                                                                 |
| アニメーション制作            | プロダクション リード                           | J.C.STAFF                                                                                |
| 制作協力                      | マジックバス（第2・7・11話） 寿門堂（第4・8話） | ENGI                                                                                     |
| 製作                          | ブリュンヒルド公国                              | 異世界はスマートフォンとともに。2 製作委員会                                             |

### 主題歌
「Another World」
A応Pによる第1期オープニングテーマ。作詞・作曲は島崎貴光、編曲は大久保薫。
「純情エモーショナル」
エルゼ（内田真礼）、リンゼ（福緒唯）、八重（赤﨑千夏）、スゥシィ（山下七海）、ユミナ（高野麻里佳）、リーン（上坂すみれ）による第1期エンディングテーマ。作詞・作曲はbuzzG、編曲はやしきん。
各話ごとにメインで歌唱するキャラクターは変わる。

「リアルダイヤモンド」
Gemstone7による第2期オープニングテーマ。作詞は坂田めぐみ、作曲・編曲はヤナガワタカオ。
「イセカイジュエリー」
ユミナ（高野麻里佳）、リンゼ（福緒唯）、エルゼ（内田真礼）、八重（赤﨑千夏）、スゥ（山下七海）、リーン（上坂すみれ）、ルーシア（高木美佑）、ヒルデガルド（芹澤優）、桜（久保田未夢）による第2期エンディングテーマ。作詞・作曲・編曲はYugo Ichikawa (Felion Sounds)。

### 各話リスト
| 話数   | サブタイトル                             | 脚本                | 絵コンテ         | 演出              | 作画監督                                                                | 総作画監督                   | 初放送日       |       |       |       |       |       |       |       |       |       |       |       |       |       |       |       |       |       |
| 第1期  | 第1期                                    | 第1期               | 第1期            | 第1期             | 第1期                                                                   | 第1期                        | 第1期          | 第1期 | 第1期 | 第1期 | 第1期 | 第1期 | 第1期 | 第1期 | 第1期 | 第1期 | 第1期 | 第1期 | 第1期 | 第1期 | 第1期 | 第1期 | 第1期 | 第1期 |
| ------ | ---------------------------------------- | ------------------- | ---------------- | ----------------- | ----------------------------------------------------------------------- | ---------------------------- | -------------- | ----- | ----- | ----- | ----- | ----- | ----- | ----- | ----- | ----- | ----- | ----- | ----- | ----- | ----- | ----- | ----- | ----- |
| 第1章  | 目覚め、そして異世界。                   | 高橋ナツコ          | 柳瀬雄之         | 大薮恭平          | 関口雅浩                                                                | 舛舘俊秀                     | 2017年 7月11日 |       |       |       |       |       |       |       |       |       |       |       |       |       |       |       |       |       |
| 第2章  | 初旅、そしてサムライ。                   | 渡邊大輔            | どじゃがげん     | 佐土原武之        | 服部益実 Park Jae Seok 鈴木伸一 飯飼一幸                                | 西田美弥子                   | 7月18日        |       |       |       |       |       |       |       |       |       |       |       |       |       |       |       |       |       |
| 第3章  | 将棋盤、そして地下遺跡。                 | 高橋ナツコ          | 横山彰利         | 日下直義          | 西田美弥子 出口花穂                                                     | 舛館俊秀                     | 7月25日        |       |       |       |       |       |       |       |       |       |       |       |       |       |       |       |       |       |
| 第4章  | 婚約、そして押し掛け。                   | 渡邊大輔            | 大薮恭平         | 関大              | Kim Yong Sik Choi In Sub Lee Zio Park E Ri Lee Juhyeon                  | 西田美弥子                   | 8月1日         |       |       |       |       |       |       |       |       |       |       |       |       |       |       |       |       |       |
| 第5章  | スライムキャッスル、そして新機能。       | 高橋ナツコ          | 柳瀬雄之         | 大薮恭平          | 関口雅浩                                                                | 舛館俊秀                     | 8月8日         |       |       |       |       |       |       |       |       |       |       |       |       |       |       |       |       |       |
| 第6章  | 引っ越し、そしてドラゴン。               | 大久保昌弘          | 大久保富彦       | 大久保富彦        | 西田美弥子 出口花穂                                                     | 西田美弥子                   | 8月15日        |       |       |       |       |       |       |       |       |       |       |       |       |       |       |       |       |       |
| 第7章  | 獣人の国、そして監視者。                 | 渡邊大輔            | 大薮恭平         | 土屋浩幸          | 永井泰平 服部益実                                                       | 舛館俊秀                     | 8月22日        |       |       |       |       |       |       |       |       |       |       |       |       |       |       |       |       |       |
| 第8章  | 日々の暮らし、そしてイーシェンへ。       | 高橋ナツコ          | 羽原久美子       | 鈴木芳成 児谷直樹 | Park E Ri Choi In Seop Seo Seunghye                                     | 西田美弥子                   | 8月29日        |       |       |       |       |       |       |       |       |       |       |       |       |       |       |       |       |       |
| 第9章  | オエド、そして不死の宝玉。               | 篠沢侑斗 高橋ナツコ | 大薮恭平         | 大薮恭平          | 関口雅浩                                                                | 舛舘俊秀 関口雅浩            | 9月5日         |       |       |       |       |       |       |       |       |       |       |       |       |       |       |       |       |       |
| 第10章 | 海、そしてバカンス。                     | 篠沢侑斗 高橋ナツコ | 大久保富彦       | 大久保富彦        | 西田美弥子 出口花穂                                                     | 西田美弥子                   | 9月12日        |       |       |       |       |       |       |       |       |       |       |       |       |       |       |       |       |       |
| 第11章 | ぱんつ、そして空中庭園。                 | 大久保昌弘          | 大石美絵         | 村山靖            | 永井泰平 服部益実 泉保良輔                                              | 舛舘俊秀 関口雅浩            | 9月19日        |       |       |       |       |       |       |       |       |       |       |       |       |       |       |       |       |       |
| 第12章 | 決断、そしてスマートフォンとともに。     | 高橋ナツコ          | 柳瀬雄之         | 柳瀬雄之          | 西田美弥子 関口雅浩 出口花穂                                            | 西田美弥子 関口雅浩 出口花穂 | 9月26日        |       |       |       |       |       |       |       |       |       |       |       |       |       |       |       |       |       |
| 第2期  |                                          |                     |                  |                   |                                                                         |                              |                |       |       |       |       |       |       |       |       |       |       |       |       |       |       |       |       |       |
| 第1章  | 婚約指輪、そして温泉。                   | 赤尾でこ            | 岩崎良明         | 福元しんいち      | 宇井川真明 青沼ひかり                                                   | 亀山千夏                     | 2023年 4月3日  |       |       |       |       |       |       |       |       |       |       |       |       |       |       |       |       |       |
| 第2章  | 砂漠の遭難者、そして『工房』。           | 赤尾でこ            | 釘宮洋           | 山本りゅうた      | 張北平 関鵬 劉軍 徐闖 陳洁琼 周佩明 鄭鎽 胡建                           | 藤井昌宏 亀山千夏            | 4月10日        |       |       |       |       |       |       |       |       |       |       |       |       |       |       |       |       |       |
| 第3章  | 本収集、そして読書喫茶。                 | 赤尾でこ            | 増田敏彦         | 金澤由季          | 手島勇人 関鵬 周佩明 南原孝衣子 劉軍                                    | 亀山千夏                     | 4月17日        |       |       |       |       |       |       |       |       |       |       |       |       |       |       |       |       |       |
| 第4章  | 帝都動乱、そして帝国の姫。               | 鈴森ゆみ            | 増田敏彦         | 山口勇            | 申成旼 金峰德 金賢瓊                                                    | 藤井昌宏                     | 4月24日        |       |       |       |       |       |       |       |       |       |       |       |       |       |       |       |       |       |
| 第5章  | 五人目、そして新国家樹立。               | 和場明子            | 釘宮洋           | 福元しんいち      | 宇井川真明 青沼ひかり 張北平 劉軍 陳洁琼 鄭鎽 胡建                      | 亀山千夏                     | 5月1日         |       |       |       |       |       |       |       |       |       |       |       |       |       |       |       |       |       |
| 第6章  | 『錬金棟』、そして思わぬ再会。           | 赤尾でこ            | 釘宮洋           | 金澤由季          | 関鵬 劉軍 陳洁琼 鄭鎽 胡建                                              | 藤井昌宏 亀山千夏            | 5月8日         |       |       |       |       |       |       |       |       |       |       |       |       |       |       |       |       |       |
| 第7章  | 『格納庫』、そしてフレームギア。         | 和場明子            | ワタナベシンイチ | 山口勇            | 和田祐二 Shin Eun-ah Ahn Min-mi Yu Hye-jeong Lee Seong-jin Baek Yeon-ju | 亀山千夏                     | 5月15日        |       |       |       |       |       |       |       |       |       |       |       |       |       |       |       |       |       |
| 第8章  | 二人の王子、そして小さな婚約者。         | 和場明子            | 大宙征基         | 菱川直樹          | 和田祐二 関鵬 陳洁琼 南原孝衣子 劉軍                                    | 藤井昌宏                     | 5月22日        |       |       |       |       |       |       |       |       |       |       |       |       |       |       |       |       |       |
| 第9章  | 休日デート、そして姫騎士。               | 鈴森ゆみ            | 増田敏彦         | 友田政晴          | 和田祐二 陳洁琼 周佩明 徐闖 劉軍 韓強                                   | 亀山千夏                     | 5月29日        |       |       |       |       |       |       |       |       |       |       |       |       |       |       |       |       |       |
| 第10章 | 記憶喪失、そして石化の魔眼。             | 鈴森ゆみ            | 殿勝秀樹         | 殿勝秀樹          | 和田祐二 劉軍 徐闖 関鵬 鄭鎽 手島勇人                                   | 藤井昌宏                     | 6月5日         |       |       |       |       |       |       |       |       |       |       |       |       |       |       |       |       |       |
| 第11章 | 異世界の姉、そして初恋キラキラ。         | 赤尾でこ            | 増田敏彦         | 粟井重紀          | 和田祐二 南原孝衣子 劉軍 徐闖 関鵬 韓強 周佩明 楊彤諍 黄華 周婧         | 藤井昌宏                     | 6月12日        |       |       |       |       |       |       |       |       |       |       |       |       |       |       |       |       |       |
| 第12章 | 王子誕生、そしてスマートフォンとともに。 | 赤尾でこ            | 岩崎良明         | 福元しんいち      | 青沼ひかり 田守優希 徐闖 劉軍 韓強                                      | 亀山千夏                     | 6月19日        |       |       |       |       |       |       |       |       |       |       |       |       |       |       |       |       |       |

### 放送局
| 放送期間                | 放送時間                     | 放送局   | 対象地域 | 備考                                 |
| ----------------------- | ---------------------------- | -------- | -------- | ------------------------------------ |
| 2017年7月11日 - 9月26日 | 火曜 20:30 - 21:00           | AT-X     | 日本全域 | 製作参加 / CS放送 / リピート放送あり |
| 2017年7月13日 - 9月28日 | 木曜 1:00 - 1:30（水曜深夜） | BS11     | 日本全域 | BS放送 / 『ANIME+』枠                |
|                         | 木曜 22:00 - 22:30           | TOKYO MX | 東京都   |                                      |

| 配信開始日    | 配信時間                   | 配信サイト |
| ------------- | -------------------------- | --- |
| 2017年7月14日 | 金曜 0:00（木曜深夜） 更新 | ニコニコチャンネル |
|               | 金曜 12:00 更新            | dアニメストア dTV |
| 2017年7月15日 | 土曜 0:00（金曜深夜） 更新 | J:COMオンデマンド ビデオパス みるプラス Netflix U-NEXT アニメ放題 ひかりTV FOD バンダイチャンネル Hulu GYAO! Rakuten TV ビデオマーケット Amazon Prime Video Google Play TSUTAYA TV HAPPY!動画 |

| 放送期間                | 放送時間                     | 放送局             | 対象地域   | 備考                                            |
| ----------------------- | ---------------------------- | ------------------ | ---------- | ----------------------------------------------- |
| 2023年4月3日 - 6月19日  | 月曜 23:30 - 火曜 0:00       | AT-X               | 日本全域   | 製作参加 / CS放送 / 字幕放送 / リピート放送あり |
| 2023年4月4日 - 6月20日  | 火曜 2:00 - 2:30（月曜深夜） | テレビ東京         | 関東広域圏 |                                                 |
|                         | 火曜 2:35 - 3:05（月曜深夜） | テレビ愛知         | 愛知県     |                                                 |
| 2023年4月7日 - 6月23日  | 金曜 0:30 - 0:59（木曜深夜） | BSテレ東           | 日本全域   | BS/BS4K放送                                     |
| 2023年4月14日 - 6月30日 | 金曜 1:25 - 1:55（木曜深夜） | 静岡放送           | 静岡県     | 『スーパーアニメ6区』枠                         |
|                         | 金曜 2:00 - 2:30（木曜深夜） | 鹿児島テレビ       | 鹿児島県   |                                                 |
| 2023年4月15日 - 7月1日  | 土曜 2:23 - 2:53（金曜深夜） | チューリップテレビ | 富山県     |                                                 |
| 2023年4月22日 -         | 土曜 1:53 - 2:23（金曜深夜） | テレビユー福島     | 福島県     | 初回は2:08 - 2:38に放送                         |
|                         | 土曜 1:55 - 2:25（金曜深夜） | IBC岩手放送        | 岩手県     |                                                 |
| 2023年4月25日 -         | 火曜 1:30 - 2:00（月曜深夜） | 北陸放送           | 石川県     |                                                 |
| 2023年4月29日 -         | 土曜 1:23 - 1:53（金曜深夜） | テレビユー山形     | 山形県     |                                                 |
| 2023年5月6日 -          | 土曜 1:53 - 2:23（金曜深夜） | 新潟放送           | 新潟県     | 『BSN アニメ』枠 / 初回は2:13 - 2:43に放送      |
| 2023年5月8日 -          | 月曜 1:20 - 1:50（日曜深夜） | テレビ山梨         | 山梨県     | 『ネムラセナイト』枠                            |
| 2023年5月27日 -         | 土曜 1:53 - 2:23（金曜深夜） | 熊本放送           | 熊本県     |                                                 |

| 配信開始日   | 配信時間                       | 配信サイト | 備考           |
| ------------ | ------------------------------ | --- | -------------- |
| 2023年4月4日 | 火曜 2:00（月曜深夜） 更新     | ABEMA | 見放題独占配信 |
| 2022年4月6日 | 木曜 0:00（水曜深夜） 以降更新 | Amazon Prime Video dアニメストア U-NEXT J:COMオンデマンド みるプラス TELASA DMM TV バンダイチャンネル ニコニコチャンネル Google Play YouTube HAPPY!動画 クランクイン！ビデオ iTSCOMオンデマンド OnGenムービー ムービーフルplus | レンタル配信   |

| テレビ東京 火曜 2:00 - 2:30（月曜深夜） | テレビ東京 火曜 2:00 - 2:30（月曜深夜）       | テレビ東京 火曜 2:00 - 2:30（月曜深夜） |
| 前番組 | 番組名                                        | 次番組                                  |
| --- | --------------------------------------------- | --------------------------------------- |
| 英雄王、武を極めるため転生す 〜そして、世界最強の見習い騎士♀〜 （1:45 - 2:15） オススメ （2:15 - 2:20） ※15分繰り下げて継続 よるパ! （2:20 - 2:35） ※15分繰り下げて継続 | 異世界はスマートフォンとともに。2 - ※AT-X製作 | 夢見る男子は現実主義者 - ※BS日テレ製作  |

### BD / DVD
| 巻 | 発売日        | 収録話          | 規格品番   | 規格品番   |
| 巻 | 発売日        | 収録話          | BD         | DVD        |
| -- | ------------- | --------------- | ---------- | ---------- |
| 1  | 2017年9月20日 | 第1話 - 第3話   | QWXE-20001 | QWBE-20001 |
| 2  | 2017年10月4日 | 第4話 - 第6話   | QWXE-20002 | QWBE-20002 |
| 3  | 2017年11月1日 | 第7話 - 第9話   | QWXE-20003 | QWBE-20003 |
| 4  | 2017年12月6日 | 第10話 - 第12話 | QWXE-20004 | QWBE-20004 |

| 巻 | 発売日        | 収録話         | 規格品番   | 規格品番   |
| 巻 | 発売日        | 収録話         | BD         | DVD        |
| -- | ------------- | -------------- | ---------- | ---------- |
| 1  | 2023年6月21日 | 第1話 - 第4話  | PCXG-50821 | PCBG-53651 |
| 2  | 2023年7月26日 | 第5話 - 第8話  | PCXG-50822 | PCBG-53652 |
| 3  | 2023年8月23日 | 第9話 - 第12話 | PCXG-50823 | PCBG-53653 |

### 反響
第1期に関して、岡田斗司夫は本作品をぬるくて全くストレスがなく、いくらでも見ることができるが、頭にとっての栄養バランスが悪くジャンキーであると評した。
第3話で冬夜が魔力を吸収する水晶の魔物と相対した際、押さえ込む方法を閃いたときの台詞「まるで将棋だな」は話題になった。この台詞はアニメオリジナルのもので同話の前半で将棋を指すシーンはあるが脈絡があまりないと指摘された。本作はストーリー展開について主人公に好都合なことが多いとの指摘が少なくなく、そういった場面で「まるで将棋だな」と使われるようになった。また、2018年1月開催の本作のイベント名に「まるでライブだな」との文言が存在する。

## ゲーム
『異世界はスマートフォンとともに。 ハピネスクレイドル』が、2023年9月28日によりCTWからG123で配信が開始された。ブラウザゲームで基本プレイ無料（ゲーム内アイテム課金制）。ジャンルはRPG。